# 海軍 (ONE PIECE)
海軍（日语：／ Kaigun）是指尾田榮一郎的漫畫作品以及動畫作品《ONE PIECE》內所登場的虛構海军。

## 概要

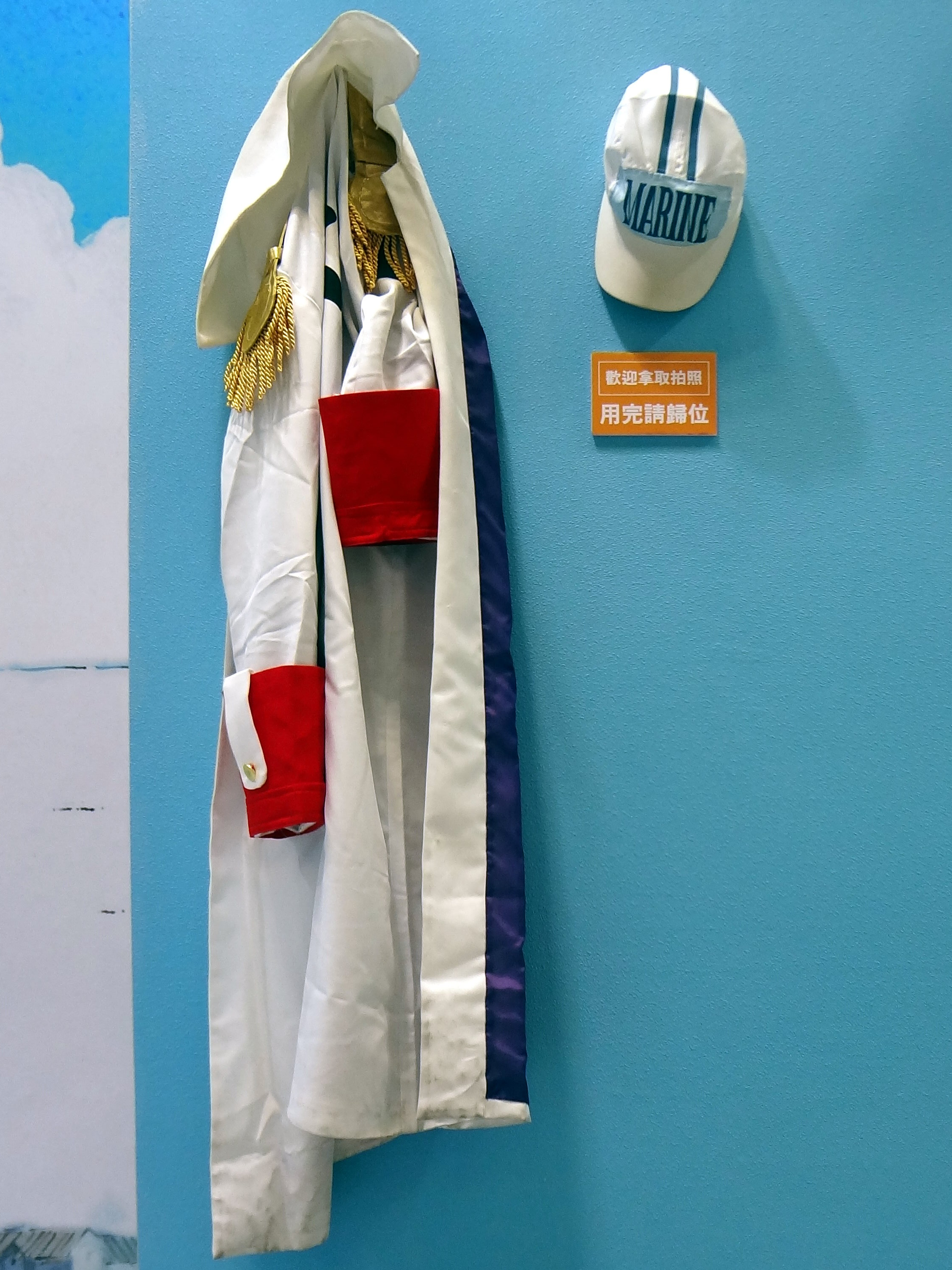
海軍大衣與帽子

海軍是世界政府的直屬組織，以絕對正義為名義在全世界海洋執行維持治安的工作，是世界範圍內最大規模的軍隊組織，擁有許多大型戰艦，平時會在各海域巡邏，遇到海賊便加以圍捕。
尤其作為中樞的海軍本部是偉大航道（Grand Line）的「三大勢力」之一，和王下七武海、四皇齊名。
軍艦
海軍軍艦可分為5至8種，船身會畫上海軍的符號船帆也一樣會畫海軍符號，船底還裝有用海樓石比較不會被海王類發現。另外船上還配有電話蟲、餐廳和武器庫等。
而船型有押送船、外輪船、中型軍艦、大型軍艦和少數幾名中將的自型船（卡普的船就是自型船）、鍋爐動力渦輪船（已被海軍淘汰），大部分都是以中型軍艦及大型軍艦為主。中型軍艦大部分位於東方、南方、西方、北方等，大型軍艦則以偉大航道及新世界為主。押送船比中型軍艦小，專門用在押送犯人。外輪船是在無風帶上行走，飛鼠去接漢考克時就是搭這種船。一艘軍艦都會有數門大砲，側舷亦有多門火砲。每艘軍艦都會有支部的編號，像是「G-8」分部之類等。
軍服
海軍的標誌為一隻海鷗，在身體部分有一支扳手；每個海軍基本武器是一種名為「Cutlass」的劍，服裝方面一等兵以下都穿著海軍基本制服和帽子，晉升為下士之後，就可以選擇各種穿衣方式，甚至是穿便服，但是仍禁止穿不適合海軍形象的衣服。尉官等級的允許身著背面寫了正義的大衣，至校官等級的則變成正義大衣搭配便服形象。
軍階
| 等级                | 军衔             | 北约军衔代号 |
| 海軍將校 （军官）   | 元帅（元帥）〈一名〉 | OF-10        |
| 海軍將校 （军官）   | 上将（大将）〈三名〉 | OF-9         |
| 海軍將校 （军官）   | 中将（中将）         | OF-8         |
| 海軍將校 （军官）   | 少将（少将）         | OF-7         |
| 海軍將校 （军官）   | 准将（准将）         | OF-6         |
| 海軍將校 （军官）   | 上校（大佐）         | OF-5         |
| 海軍將校 （军官）   | 中校（中佐）         | OF-4         |
| 海軍將校 （军官）   | 少校（少佐）         | OF-3         |
| 海軍將校 （军官）   | 上尉（大尉）         | OF-2         |
| 海軍將校 （军官）   | 中尉（中尉）         | OF-1         |
| 海軍將校 （军官）   | 少尉（少尉）         | OF-1         |
| 基本海軍 （士官兵） | 准尉（准尉）         | OR-9         |
| 基本海軍 （士官兵） | 上士（曹長）         | OR-8/OR-7    |
| 基本海軍 （士官兵） | 中士（軍曹）         | OR-6         |
| 基本海軍 （士官兵） | 下士（伍長）         | OR-5         |
| 基本海軍 （士官兵） | 一等兵           | OR-4         |
| 基本海軍 （士官兵） | 二等兵           | OR-3         |
| 基本海軍 （士官兵） | 三等兵（新兵）   | OR-2/OR-1    |
| 基本海軍 （士官兵） | 雜務兵（雑用）       | —            |

### 本部與支部

第二部故事的新馬林福特

第一部故事的馬林福特

海軍本部
世界政府直屬海軍的根據地，處於偉大航道的中央位置，被認為是在「大海賊時代」捍衛和平的象徵。
新馬林福特（New Marineford）
第二部故事海軍本部的當前所在地，前身是海軍G-1支部。位於偉大航道後半段「新世界」的入口，毗鄰紅土大陸和「聖地」馬力喬亞。是以原海軍G-1支部為基礎加以強化的要塞兼堡壘，類似夏波帝諸島那樣被樹脂泡泡環繞。
海軍支部
分散在全世界的支部，通常由上校以上的海軍管轄。在偉大航道的支部名皆為「海軍G・L第○支部」，簡稱「G-○」，是海軍本部直屬支部。而散布在東西南北四海的支部海軍比本部海軍低三個階級，例如支部上校等同本部上尉資格。
馬林福特（Marineford）
第一部故事海軍本部的原本所在地，現為海軍G-1支部。位於偉大航道前半段「樂園」的末端，毗鄰夏波帝諸島、紅土大陸和「聖地」馬力喬亞。與「司法島」艾尼愛斯大廳、「海底大監獄」推進城之間以三道「正義之門」形成政府專用的漩渦海流。俯視下這座島宛如一個月牙的形狀，海軍基地的主體建築依靠高山的地勢所建，內部是寬敞鋪著塌塌米的房間，訓練設施也很豐富，島上還有居民設施提供海軍們的家人居住。海岸一帶留有軍艦廢料場。
22年前「海賊王」哥爾·D·羅傑被海軍逮捕並即將送往東海處決，「金獅子」獅鬼聞訊後難以置信，逕自前往馬林福特大鬧，最終被戰國和卡普合力制伏，但仍導致馬林福特有一半地方受到嚴重破壞，大量士兵傷亡。
頂點戰爭時，海軍欲在此地將當時「白鬍子海賊團」第二隊隊長「火拳」艾斯處決，並將處刑台設在海軍總部中央廣場，因此與以白鬍子海賊團為首的新世界海賊艦隊爆發大規模戰爭，馬林福特經此一役後滿目瘡痍，比起22年前「金獅子事件」受到的破壞還嚴重，島上的大小建築物大多受到波及而倒塌。
戰後海軍本部的重建工作火速進行，但不久後新上任的海軍元帥盃決定將海軍本部與紅土大陸另一側的海軍G-1支部對調，讓海軍重心坐鎮於「四皇」所處的新世界海域。在海軍本部搬離此地後，這一帶的戒備變得比較薄弱，夏波帝諸島的無法地帶也開始增加。
原型可能参考自日本的古城堡姬路城和位于大阪的大阪城的天守阁。

## 角色

### 海軍本部

#### 元帥

由左至右：「藤虎」一笑、「黃猿」波爾薩利諾、「赤犬」盃

統率全海兵的海軍總領導，擁有發動「非常召集」的權力。
空古（Kong）
聲優：石塚運昇（日本）；孫中台（台灣）
海軍本部元帥→世界政府全軍總帥，戰國的前任。
戰國（Sengoku）
聲優：石森達幸〈第151-512話、劇場版10·12〉→大川透〈第703話起、特別篇、劇場版14〉（日本）；符爽→孫中台→宋克軍（台灣）；黃啟明（香港）
年齡：77歲→79歲，生日：5月9日，身高：278cm，星座：金牛座，血型：F型，出身地：南海，喜歡的食物：海軍米果，霸氣：見聞色、武裝色、霸王色。
海軍本部元帥（第一部）→大督察（第二部），外號「佛之戰國」（Sengoku the Buddha）和「智將」（The Resourceful General）。頂點戰爭後辭去職位，以半退休身分擔任大督察，繼任者為原上將赤犬。
戴著一副青蛙眼鏡，下巴的長鬍子綁成麻花狀，戴著的軍帽上有一隻象徵「海軍」的海鷗，帽子下藏著一頭爆炸髮，身邊總有一隻山羊在吃紙。頂點戰爭兩年後頭髮變白，養了一隻會揹著他的大猩猩。外表溫和但實則冷靜謹嚴，對於任務不帶任何私人感情。重視仁義，身為海軍本部帶頭者，因屹立於世界的中心，海軍格言是「君臨世界的正義」，保護世界人民不受惡徒的殘害，雖然他忠於世界政府，但也厭惡高層對海軍的行動施加各種壓力。
動物系「幻獸種」「人人果實 大佛型態」能力者，能將自己變成一尊巨大化的黃金大佛，能從手掌釋放出強大的「衝擊波」。
童年時的戰國很擅長書法，還得過書法冠軍。少年時與卡普、鶴和捷風同期加入海軍，並且共事多年。22年前和卡普聯手將闖進海軍本部的當代大海賊「金獅子」獅鬼撃敗。20年前身為上將時，圍攻世界政府忌憚的歐哈拉，並給予斯帕達因發動「非常召集」的權限，是毀掉歐哈拉的主導者。多年前收養失去父親的唐吉訶德·羅希南特，直至羅希南特長大並成為海軍本部中校後，將其派遣到唐吉訶德家族當臥底。成為元帥後，在五老星的授權下組織了王下七武海。
在頂點戰爭中，與白鬍子海賊團為首的新世界海賊開戰，其後與趁亂突入的黑鬍子交戰，最後在紅髮海賊團出現後對海軍宣佈正式停戰。战后对于世界政府准备隐瞒推進城Level 6罪犯逃狱的事件感到非常愤怒。頂點戰爭發生後兩星期，戰國向世界政府總帥空古要求請辭元帥，最終和卡普一樣被其要求留在海軍培訓年輕海兵，並向空古推薦青雉接任，但結果由受到世界政府屬意的赤犬接任。
兩年後轉任海軍本部大督察（大目付），由於不用再扛責任，使其個性及穿著變得很隨性，並像卡普一樣口無遮欄。在多雷斯羅薩事件結束後，與阿鶴前往當地押解多佛朗明哥，期間他遇到托拉法爾加·羅並展開對話，得知當年羅希南特故意欺瞞海軍及為羅犧牲的經過，之後在押解多佛朗明哥的途中擊敗企圖劫囚的「旱禍」JACK。
在世界會議後，在新馬林福特向海軍將領們講述有關洛克斯海賊團的情報。
名字取自于中国的春秋战国时期和日本的战国时代；稱號和果实能力的來源参考自西游记里的如来佛祖和周星驰在功夫 (电影)里对付火云邪神时使用的如来神掌。
盃
聲優：立木文彥（日本）；宋克軍（台灣）；楊啟健、梁皓翔、柯偉聰（香港）
海軍本部上將（第一部）→海軍本部元帥（第二部）。外號「赤犬」。
自然系「岩漿果實」能力者，岩漿人，能製造出纏繞著黑煙的岩漿進行攻擊，還能製造火山彈攻擊敵人。

#### 上將
海軍「最高戰力」，員額三名，擁有發動「非常召集」的權力，還負責處理和天龍人相關的事件。第一部海軍上將為青雉（現退出海軍）、赤犬（現升任元帥）、黃猿。第二部新任海軍上將藤虎和綠牛都是藉由世界徵兵找來的怪物。
波爾薩利諾
聲優：石塚運昇〈第398－751話、劇場版12〉→置鮎龍太郎〈第881話起、劇場版14起〉（日本）；符爽（台灣）；楊耀泰（香港）
海軍本部上將，外號「黃猿」。
自然系「閃光果實」能力者，光速人，可踢出光速重擊，擁有光的速度。
一笑（Issho，一生）
聲優：澤木郁也（日本）；孫中台（台灣）
年齡：54歲，生日：8月10日，身高：270cm，星座：獅子座，血型：S型，出身地：偉大航道，喜歡的食物：烏龍麵、蕎麥麵，霸氣：見聞色、武裝色。
海軍本部上將，外號「藤虎」（Fujitora），於頂點戰爭後的兩年間藉由世界徵兵破格晉升為上將，與綠牛齊名為「實力超強的怪物」。武器為杖中劍「極道火線」（やくざ火線），為無上大快刀十二工之一。
雙眼全盲，臉上有著劃過雙眼的交叉型傷疤，穿著淡紫色浴衣，綁著暗紫色腰帶，戴著一件紫色斗篷，腳上穿著傳統木屐的中年男性。性格溫和正直、處變不驚，比起追查逮捕海賊，更關心無辜民眾的安全問題，並痛恨不義的作為。其海軍的格言是「心存仁義的正義」。他加入海軍的主要目的是為了徹底廢除王下七武海。此外，他嗜賭如命，在談話間也常拿賭博來比喻，必要時會將大局當作籌碼押注。
超人系「重重果實」能力者重力人，可控制重力和召來隕石攻擊敵人。
多雷斯羅薩篇時，在多佛朗明哥假意辭去七武海時，海軍元帥盃派遣他前往多雷斯羅薩確認情況。其後在索隆準備攻擊多佛朗明哥時，藤虎迅速上前擋住，接著和多佛朗明哥來到王宮，並表明他的目標是廢除七武海，欲伺機向世界政府提出七武海的不合理。在唐吉訶德家族敗北後下令逮捕全員，並在影像直播中率領海軍向利克王下跪謝罪，促使盃震怒。在與阿鶴及戰國會面後，因賭注成立的緣故下令追捕草帽海賊團，和魯夫進行短暫交鋒，在即將降下瓦礫攻擊魯夫等人時，被趕來向那些人報恩的民眾阻止而放棄，轉而擊垮與多佛朗明哥有交易關係且打算向魯夫和利克王報復的聯合艦隊。之後在押解多佛朗明哥的途中擊敗企圖劫囚的「旱禍」JACK。
世界會議篇時，在完成押解任務後利用承諾的漏洞前往「聖地」馬力喬亞，和綠牛會面並獲得款待，在閒聊中提及自己在此趟旅程中得知Dr.貝卡帕庫完成了某項偉大發明，因此已經不需要七武海了。在世界會議前夕，他和阿拉巴斯坦國王寇布拉與多雷斯羅薩國王利克王會面。世界會議第四天，和綠牛一同對戰革命軍幹部，之後藤虎庇護被革命軍放跑的奴隸而和綠牛起了衝突；戰後受點輕傷並出航，與盃談起廢除七武海後的局勢以及關於「SSG（海軍特殊科學班）」之事。
樣貌和人物性格設定是參考已故日本演員勝新太郎扮演的盲劍客「座頭市」。上將稱號中的「藤」在日本指紫色，藤虎英文名為Purple tiger，也就是紫虎的意思；有讀者在SBS中提問為何不直接叫紫虎，尾田說明紫虎發音彆扭，但換成藤虎不僅帥氣許多，同時聽上去更冷酷。
重力刀·猛虎
先拔出隨身攜帶的刀，持刀指向地面的瞬間會產生出巨大的重力，連帶會使得被指向目標的地板產生裂痕。並將此重力積蓄於刀上，一口氣將其揮砍出去，同時向揮刀的軌道釋放出巨大的橫向重力，將面前的事物全數壓垮、破壞殆盡。
荒卷（Aramaki，荒牧）
聲優：藤原啟治〈第882話〉→諏訪部順一〈第1079話起〉（日本）；宋克軍（台灣）
海軍本部上將，外號「綠牛」（Ryokugyu），於頂點戰爭後的兩年間藉由世界徵兵破格晉升為上將，與藤虎齊名為「實力超強的怪物」。
上半身赤裸，左上半身有「死川心中」字樣的刺青，下半身穿著破損的長褲。景仰著現任海軍元帥盃，偏好熟成酒，基於不明原因斷食3年，獨特笑聲為「啦哈哈哈」（ラハハハ）。
自然系「森森果實」能力者森林人，能製造出植物，可用於吸取敵人的養分。
世界會議篇時，駐守在即將舉行世界會議的「聖地」馬力喬亞，並收到海軍元帥盃要他將藤虎驅逐出境的指示，但他不打算這麼做，反而款待藤虎並與之閒聊。世界會議第四天，和藤虎一同對抗革命軍幹部，之後藤虎庇護被革命軍放跑的奴隸而和綠牛起了衝突。
和之國篇時，於鬼島大戰落幕七天後，他逕自飛越天際前往和之國，並使用能力吸收掉包含招牌大將KING和QUEEN在內一部分百獸海賊團受創成員的養分。之後他來到花都，打算取魯夫的首級回去，紅鞘九人眾亦於當下發覺並挺身而出與之對抗，大和與桃之助也在隨後加入戰局。在戰鬥中他受到桃之助奮力使出龍之吐息的攻擊，同時他察覺到「紅髮」傑克就在附近，最後他不想與傑克正面衝突而決定撤退。另外他在白鬍子的故鄉「斯芬克斯」逮捕了介入抵抗海軍的原七武海艾德華·衛伯。
樣貌和人物性格設定是參考已故日本演員原田芳雄在《浪人街》扮演的浪人武士「荒牧源內」和名演员田村正和在电视剧《古畑任三郎》里的扮相。

#### 中將
地位僅次於海軍本部上將，當海軍上將或其授權者發動「非常召集」時，海軍本部就會選出5名中將到前線指揮戰艦，擁有中將軍銜的人物個個都實力高強，而且都會使用「霸氣」。
蒙其·D·卡普（Monkey D. Garp）
聲優：中博史（日本）；符爽→孫中台（台灣）；譚漢華（香港）
演員：文生·雷根
年齡：76歲→78歲，生日：5月2日，星座：金牛座，身高：287cm，血型：F，出身地：東海「哥雅王國」，喜歡的食物：仙貝、咖哩，代表動物：大猩猩，霸氣：見聞色、武裝色、霸王色。
海軍本部中將（保留軍銜轉任教官），外號「鐵拳」卡普（Garp the Fist）、「海軍英雄」（Hero of the Marines）。
傳說級的海軍人物，雖然本人聲稱實力已遜於全盛時期，不過連上將都要對其退讓三分。有著極強的臂力，能將砲彈如同投棒球般輕鬆的投擲，速度和破壞力皆比大砲發射的猛烈。其武裝色霸氣相當強大，除了能用號稱「愛之拳」的拳頭輕易在魯夫頭上打出大腫包，還曾將賞金超過5億青椒引以為傲的尖錐頭打凹，甚至用單拳附著霸王色霸氣的拳壓對海賊進行大範圍掃蕩。由於遇到他都只有船毀人亡的命運，所以多數海賊都聞之色變。然而他多次拒絕晉升為上將，因為他認為在職位上只要方便其自由行動就夠了，而且他不想成為天龍人的直屬部下（上將），海軍的格言是「我的正義」。
D之一族，是革命軍首領多拉格的父親，魯夫的爺爺。童年時的卡普和孩提時代的魯夫極為相像，喜歡冒險。少年時與戰國、鶴和捷風同期加入海軍，並且共事多年。但因為有常把海軍軍艦弄壞的不良紀錄，所以跟他熟識的同僚幾乎都不會借他船（特別是鶴）。
38年前和哥爾·D·羅傑在「神之谷」聯手將「洛克斯海賊團」船長洛克斯擊敗，事後被譽為「海軍英雄」。曾經數度把哥爾·D·羅傑逼入絕境。22年前和時任上將戰國聯手將闖進海軍本部的當代大海賊「金獅子」獅鬼撃敗。
首次出場戴著狗頭模樣的帽子，性格直接且隨興，跟魯夫十分相似，兩人同樣無俚頭、超級任性、貪吃，敢大聲對世界政府說魯夫是他的孫子，礙於他的頭銜和海軍內的強大戰力，以致世界政府和海軍高層也拿他沒轍。同時也有極大的食量，喜歡吃煎餅；動畫版中卡普聲稱自己有過5天不眠不休的吃下842個甜甜圈。在押解「斧手」蒙卡的任務途中疏忽睡著，被對方攻擊後逃逸，亦在此時收留了克比和貝魯梅伯。
在頂點戰爭中，與白鬍子海賊團為首的新世界海賊開戰，雖然一度擋住魯夫，但因為親情的緣故不忍出手，讓自己被魯夫以橡膠火箭砲打飛。之後親眼目睹艾斯遭「赤犬」盃重創後被激怒，想要殺死盃被戰國壓制在地。在艾斯死後悲痛慟哭。頂點戰爭後，回到東海佛夏村見到達坦和瑪姬時告知他們後續情況，同時他已向世界政府總帥空古辭職，但在空古的要求下保留軍銜，轉任培訓年輕海兵的教官。
世界會議篇裡擔任魚人島王族的護衛嚮導，和国王尼普頓及人鱼公主白星相談甚歡。另外對於途中遇到同樣出身「哥雅王国」、想成為天龍人的史泰利王出言不遜並且感到不以為然。後得知孫子魯夫同時被「BIG MOM」和「百獸」海道兩皇盯上，並和海军同僚们討論應對兩皇可能再度合作的對策。世界會議散會後護衛魚人島王族平安回到龙宫城稍作歇息，简单回顾总结了这届世界会议也是「和平」度过，向王族们提起就在他们走后，世界会议刚散會才发生的一件关于阿拉巴斯坦王國發生的事，同时安慰他们不要因此害怕人类和陆地。其後他返航時得知「BIG MOM」和「百獸」海道正式結盟的消息。得知克比被黑鬍子海賊團綁架後，聯同機密特殊部隊「SWORD」的成員攻入黑鬍子海賊團的根據地蜂巢島。
最終在與庫山的戰鬥中受重傷，並含笑凍結。

阿鶴（Tsuru）
聲優：松島實〈第459～770話〉→水田山葵〈第1116話起〉（日本）；詹雅菁／許淑嬪／錢欣郁（台灣）
年齡：74歲→76歲，身高：204cm，生日：3月26日，星座：牡羊座，血型：X型，出身地：北海，喜歡的食物：茶、茶點，霸氣：見聞色、武裝色。
海軍本部中將兼參謀總長，外號「大參謀」（Great Staff Officer）。知識豐富的老婆婆，典型的智慧型人物。在海軍中擁有極高地位的女性，曾參與海軍召集王下七武海的會議，雖說是中將，但是連上將都要對其退三分。海軍的格言是「純淨無垢的正義」，就如同自己的果實能力一樣。
年輕時是個美人，與卡普、戰國、捷風等人同期加入海軍，並且共事多年，卡普甚至直稱她為「小鶴」（おつるちゃん）。深知卡普會把軍艦弄壞的習慣，因此從年輕時就不願借出自己的軍艦給他。從過去帶領軍艦的情況得知，旗下所帶領的海軍官兵清一色都以女兵居多，甚至身後常跟隨的軍官都是女性。
超人系「洗洗果實」能力者。洗淨人，可以把敵人變成薄薄的「衣服」清洗及晾乾，連污濁的內心彷彿都能被洗淨一些。
在頂點戰爭中，與白鬍子海賊團為首的新世界海賊開戰，曾有同僚勸她退下火線，但她堅持在前方作戰，還表示就算退到天涯海角也沒有一個地方真正安全。
由於自身是北海人，因此10幾年前經常在最前線與北海發跡的唐吉訶德家族交鋒，被對方視為棘手人物。在多雷斯羅薩事件結束後，與大督察戰國前往當地押解交鋒多年的唐吉訶德·多佛朗明哥，之後在押解多佛朗明哥的途中擊敗企圖劫囚的「旱禍」JACK。
名字取自于丹顶鹤。
約翰·捷安特（John Giant，約翰·賈恩多、約翰·巨人）
聲：佐藤正治〈第45話〉→竹本英史〈第294話〉→江川央生〈第473話〉（日本）；符爽→孫中台→宋克軍（台灣）
生日：5月19日，星座：金牛座，出身地：艾爾帕布。
海軍本部中將。巨人族，身上掛著很多勛章，使用武器為巨武士刀。來自艾爾帕布，是卡爾梅露修女輸送給海軍的第一個巨人士兵。也是原海軍上將「捷風」的學生。
魯夫的第一次懸賞金正是由他宣佈的。司法島事件中，調度參與非常召集計畫的戰力。在頂點戰爭中，與白鬍子海賊團為首的新世界海賊開戰，最後遭白鬍子擊敗。
史鐵雷斯（Stainless）
聲優：上田祐司〈第151話〉→竹本英史〈第464話起〉（日本）；孫中台／符爽／宋克軍（台灣）
海軍本部中將。使用武器為武士刀，蓄留凱撒小鬍子的男子。
曾參與王下七武海空位替補會議，和被多佛朗明哥操弄的莫三比亞對打。在頂點戰爭中，與白鬍子海賊團為首的新世界海賊開戰。
世界會議後，因王下七武海制度被廢止，奉命前往卡萊·巴厘島逮捕「千兩小丑」巴其，但被克洛克達爾等人擊毀軍艦。
名字取自于不锈钢的英文拟音。
莫三比亞（Mozambia）
聲優：神谷浩史〈第151話〉（日本）；符爽（台灣）
海軍本部中將。側臉有著長長的刀疤。
曾參與王下七武海空位替補會議，還被多佛朗明哥操弄與史鐵雷斯對打。在頂點戰爭中，與白鬍子海賊團為首的新世界海賊開戰。
名字取自于非洲国家莫桑比克和赞比亚的英文拟音。
凱莎（Cancer）
聲優：不明（日本）；宋克軍／符爽（台灣）
海軍本部中將。帶著眼鏡，左眼有刀疤。
曾參與王下七武海空位替補會議。在頂點戰爭中，與白鬍子海賊團為首的新世界海賊開戰。
名字取自于癌症的英文cancer拟音。
古米爾
海軍本部中將，G-2支部基地長。
飛鼠
海軍本部中將，G-1支部基地長。
鬼蜘蛛（Onigumo）
聲優：園部啓一〈第305話〉→藤本隆弘〈第311話起〉（日本）；孫中台（台灣）
海軍本部中將。頭戴刻有雙頭龍圖案的頭盔；個性殘酷，執行任務時就算會傷害自己的部下也不在意。原海軍上將「捷風」的學生。疑似能力者，下半身能變身為蜘蛛，且似乎能用生命歸還操縱頭髮化為三對手臂，並使用8把武士刀作為武器。
司法島事件中，為參與「非常召集」的五名中將之一。在頂點戰爭前，負責押解艾斯前往馬林福特，後與白鬍子海賊團為首的新世界海賊開戰，曾用海樓石手銬銬住隊長馬可，在海軍因黑鬍子海賊團亂入而士氣低落之際，舉劍宣誓「將正義的力量與恐懼共同刻在海賊們的身上」鼓舞士氣。
形象参考自大腹園蛛。
鬥犬（Doberman，道伯曼）
聲優：竹本英史（日本）；符爽／孫中台／宋克軍（台灣）
海軍本部中將。臉上有很多X字傷疤的八字鬍男，身穿黑色正義風衣，使用武器為武士刀。原海軍上將「捷風」的學生。
司法島事件中，為參與「非常召集」的五名中將之一。在頂點戰爭中，與白鬍子海賊團為首的新世界海賊開戰，和「雷卿」馬克凱不分上下，戰爭即將結束的時候，拒絕救治傷兵並命令士兵繼續追擊白鬍子海賊團。
蛋頭篇，是參與蛋頭事件九位中將之一。
名字取自於杜賓犬，形象参考自美国名演员丹尼·特乔。
斯托洛貝里（Strawberry）
聲優：竹本英史（日本）；孫中台／宋克軍（台灣）
海軍本部中將。面無表情的鬍子男，有著很高的頭骨，看上去是有著很高的頭髮，平時戴著一頂很高的帽子，使用武器為兩把武士刀和手槍。原海軍上將「捷風」的學生。
在第二部的13年前，還是少將的斯托洛貝里曾率領軍隊在可亞拉的故鄉討伐太陽海賊團。
司法島事件中，為參與「非常召集」的五名中將之一。在頂點戰爭中，與白鬍子海賊團為首的新世界海賊開戰。
名字取自於草莓（strawberry）的通稱。
火燒山（Yamakaji）
聲優：增谷康紀〈第462～464話〉→大場真人〈第475話起〉（日本）；符爽（台灣）
海軍本部中將。咬著雪茄、滿臉笑容的男子，使用武器為武士刀。原海軍上將「捷風」的學生。
司法島事件中，為參與「非常召集」的五名中將之一。在頂點戰爭中，與白鬍子海賊團為首的新世界海賊開戰。
世界會議後，王下七武海制度被廢止，奉命前往亞馬遜百合逮捕「海賊女帝」波雅·漢考克，但沒有成功。
名字取自於山火事（森林火災）。
拉克羅瓦（Lacroix）
海軍本部中將，兼巨人部隊成員。
隆茲（Ronse）
海軍本部中將，兼巨人部隊成員。
達爾梅西亞（Dalmatian）
聲優：服卷浩司（日本）；符爽（台灣）
海軍本部中將。
動物系「犬犬果實 大麥町型態」能力者 ，能變身為大麥町。平時保持惡魔果實變身的狀態，也擅長「六式」。
在頂點戰爭中，與白鬍子海賊團為首的新世界海賊開戰，中途曾以指槍重創魯夫，後對上迪卡爾班兄弟。
名字取自於大麥町犬。
巴斯提憂（Bastille）
聲優：小山剛志（日本）；符爽（台灣）
年齡：36歲→38歲，生日：7月14日，身高：291公分，星座：巨蟹座，血型：F型，出身地：偉大的航路，喜歡的食物：香草 烤鯊魚，霸氣：見聞色、武裝色。
海軍本部中將，外號「剿鯊」巴斯提憂（Shark Cutter）。帶著牛角附有很多孔洞的面具，身材高大，使用武器為一把長柄鋸刀「剿鯊刀」（Shark Cleaver(Same-kiri Bocho)）。
在頂點戰爭中，與白鬍子海賊團為首的新世界海賊開戰。
多雷斯羅薩篇，奉命跟隨上將藤虎至多雷斯羅薩當地，預備進行逮捕位於競技場內相關海賊、犯罪者等參賽選手，後與革命軍參謀長薩波交手，被其用龍爪拳先後摧毀斬鯊刀和面具後中傷倒地，於多雷斯羅薩事件結束後，隨同上將藤虎遣送多佛朗明哥。
名字取自於巴士底監獄；人物原型取自于铁面人 (1998年电影)里的同名主人公铁面人。
斯摩格
海軍本部中將，G-5支部01部隊長→基地長，外號「白獵人」。
威爾可
原海軍本部中將，兼G-5基地長。在加入海軍之前就是海賊，是作為臥底潛入海軍中，實為唐吉訶德·多佛朗明哥的部下。
梅納德（Maynard）
聲優：花田光（日本）；符爽→孫中台（台灣）
海軍本部中將，外號「追擊者」梅納德（Maynard the Pursuer）。
多雷斯羅薩篇，奉命跟隨上將藤虎至多雷斯羅薩當地，但未聽指示自行混入參加鬥牛鬥技場，化名「帽男」，被分配到B組，在出賽前透過電話蟲報告鬥牛鬥技場各號人物，但不巧被巴特俱樂部的甘比亞起疑，為此將對方打成重傷，但其後自己也被對方的船長巴特洛馬打成重傷。在多佛朗明哥啟動鳥籠後，向巴斯提憂稟報他所得知的情報，戰後在藤虎命令下向鄰近3座島直播慘況以及藤虎率領海軍下跪致歉的畫面，使世界政府無法掩蓋事件真相。
名字取自于现实历史上击杀黑胡子爱德华·蒂奇的英国同名海军上校罗伯特·梅纳德。
杜鵑（Hototogisu）
聲優：鶴野有紗（日本）；詹雅菁（台灣）
海軍本部中將。鶴中將的下屬。金色波浪髮的女性。
13年前，跟隨鶴中將針對唐吉訶德海賊團的伏擊行動。2年前，作為講師參加了卡普舉辦的新兵培訓課堂。
在多雷斯羅薩事件結束後，跟隨鶴中將前往當地押解唐吉訶德·多佛朗明哥。
名字取自於小杜鵑。
祗園（Gion）
聲優：小松由佳（日本）；許淑嬪（台灣）
海軍本部中將，為上將候補，外號「桃兔」（Momousagi）。喜歡的食物：茶泡飯、八橋。
梳著和式髮型，穿著桃色短衣裙，嘴角有痣，左腿有蜘蛛紋身的美貌女劍客，使用武器為名刀「金毘羅」。藝伎類才藝全部精通，專抓桃色嫖客，能引誘各種海賊。為鶴中將的小妹。稱呼資深中將卡普為「小卡普」。她是茶豚的單戀對象，但對於茶豚的追求不為所動。
世界會議篇，卡普等人商討因應四皇「BIG MOM」和「百獸」海道可能再度合作的事件，對於卡普及海軍元帥盃主張暫且靜觀其變的做法頗為不滿。
初登場單行本第74集SBS專欄，於世界會議篇正式登場，本來是讀者投稿設定成海軍上將的原創人物，正式登場時則為上將候補。人物原型參考自日本已故女演員木暮實千代年輕時期的容貌。外号取自于在月宫里为嫦娥捣药的玉兔。名字祗園源自京都的知名花街；愛刀金毘羅則是取材自日本的海上守護神。
加計（kakeToki）
聲優：檜山修之（日本）；符爽（台灣）
海軍本部中將，為上將候補，外號「茶豚」（Chaton）。喜歡的食物：雞蛋拌飯、油炸豆腐。
頭戴漁夫帽，穿著土黃色系的長袖衣褲和木屐的中年男子。喜好所有的美女，單戀同為中將的「桃兔」並稱其為「小姐姐」，曾向「桃兔」告白100次但皆被回絕。和上將藤虎關係良好，稱呼海軍元帥盃為「盃老闆」。在海軍中的聲望不高，但在市民中的人氣很高。
世界會議篇，和卡普等人商討因應四皇「BIG MOM」和「百獸」海道可能再度合作的事件。
初登場單行本第74集SBS專欄，於世界會議篇正式登場。人物外型取材自已故日本演員渥美清在喜剧电影《寅次郎的故事》里的扮相。外号参考自西游记里爱慕嫦娥被贬下天庭的天蓬元帅和净坛使者猪八戒。
T彭恩（T-Bone）
聲優：西村知道（日本）；孫中台（台灣）
年齡：51歲→53歲（享年），生日：9月10日，身高：200公分，星座：處女座，血型：X型，出身地：偉大的航路，喜歡的食物：口味清淡的素齋。
海軍本部上校（超新星篇）→少將（新世界篇）→中將（蛋頭篇），外號「斬船俠」T彭恩（Ship Cutter）。
原王國騎士，是個面龐極為恐怖和消瘦、膚色偏綠的將領，頗為愛護部下，相當有正義感，為了平民的安危而奮不顧身地戰鬥。持有名劍「竹」（Bamboo），其高超的劍術造詣能使斬擊「劍波化」，最討厭彎曲刀法，由於他能將海賊船像牛排一樣切成一塊塊，因而獲得斬船俠的外號。
曾負責海上列車第6車廂押送羅賓和佛朗基的保安工作，雖然最後被索隆以三刀流「牛鬼勇爪」擊敗，但他的精神讓索隆相當欽佩。在頂點戰爭中，與白鬍子海賊團為首的新世界海賊開戰。
於世界會議篇再次出現，向元帥盃報告藤虎停泊於「聖地」馬力喬亞的消息。未來島篇中被貪圖十字公會懸賞金的平民殺害。
名字的由來是丁骨牛排。
朵爾（Doll）
海軍本部中將，兼G-14支部基地長。
布爾各萊斯（Bluegrass，布魯格拉絲）
聲優：江森浩子（日本）；孫中台（台灣）
海軍本部中將。外貌是一位身材矮小的老婦人。穿著花褲子、打領帶、戴墨鏡和耳機。海軍大參謀鶴中將的老大姐。武鬥派。
超人系「騎騎果實」能力者，能夠騎乘任何東西的騎乘人，可以將霸氣範圍內任意生物或非生物轉化為坐騎。
蛋頭篇，是參與蛋頭事件九位中將之一。在戰場上控制了和平主義者及海獸兵器。
名字取自於藍草音樂（Bluegrass）。
彭斯奇（Pomsky，博士奇）
聲優：中根徹（日本）；宋克軍（台灣）
海軍本部中將。身材魁梧，波浪形的淺色頭髮，留著八字胡，左臉頰上有一道疤痕。武器為一把貝殼形狀的大槌，可以用貝殼打出強力攻擊。
動物系「海獺果實」能力者，能夠變身成海獺。
蛋頭篇，是參與蛋頭事件九位中將之一。試圖攔截波尼等人前往海岸，但被反擊變成小孩，被一腳踢飛擊倒。
名字取自於博士奇犬（Pomsky）。
土茶（Tosa）
聲優：千葉俊哉（日本）；宋克軍（台灣）
海軍本部中將。一臉大鬍子，有著巨大的毛茸茸的肌肉手臂和大手。武器為一把大型步槍。
能夠使用武裝色霸氣結合六式的指槍戰鬥，可以用雙手撕咬敵人。
蛋頭篇，是參與蛋頭事件九位中將之一。試圖殺死波尼，以便重新控制和平主義者的權利，但沒能靠近就被布洛基擊倒。
名字取自於土佐鬥犬。
烏爾班（Urban）
海軍本部中將。身材高大，長著一張怪物般的臉，牙齒尖利，有著一頭飄逸的長髮。武器為一把帶有羊毛的手杖。
超人系「大砲果實」能力者，頭部能夠變身成大炮並發射砲彈。
蛋頭篇，是參與蛋頭事件九位中將之一。
名字取自於烏爾班大炮（Urban）。
獵犬（Hound，哈烏德）
海軍本部中將。高個子男人，頭髮凌亂，下巴方正，戴尖頭眼鏡，塗口紅。斯摩格的同期。
動物系「犬犬果實 獵犬型態」能力者 ，能變身為獵犬。
蛋頭篇，是參與蛋頭事件九位中將之一。認為貝卡帕庫預言全世界將沉入水下是無稽之談的事情。
名字取自於獵犬（hound）。
赤紅王（Red King，雷德王）
聲優：火山太田（日本）；宋克軍（台灣）
海軍本部中將。高大禿頭的男人。他有一張大嘴和一個長脖子，有著六重下巴。
右手臂裝備著的以蒸汽為動力的武裝手套，使用一種「蒸汽關節」的技術來戰鬥。
蛋頭篇，是參與蛋頭事件九位中將之一。試圖攔截波尼等人前往海岸，與佛朗基正面交戰後被擊倒。
名字取自於紅王（Red King），特攝影集《超人力霸王》的怪獸。
斷頭台（Guillotine，吉羅奇）
聲優：蟹江俊介（日本）；符爽（台灣）
海軍本部中將。身材高大的男人，一頭深色頭髮，留著長長延伸到腹部的深色鬍鬚。
頭頂有一把新月形刀片，頭上的刀刃可以像回旋鏢那樣擲出來戰鬥。
蛋頭篇，是參與蛋頭事件九位中將之一。試圖攔截波尼等人前往海岸，看著雷德王和博士奇被擊倒。
名字取自於斷頭台（guillotine）。
醉艾命銘（Nazu Ketagari）
海軍本部中將，於第94卷SBS登場。
負責給海軍人員起外號，上將們的外號都是他取名的。
墮落（Draw）
海軍本部中將，於艾斯外傳小說《ONE PIECE novel A》登場。
巨體男子，武器為火焰發射器，伊絲卡幼年時期的救命恩人同時也是崇拜的對象，實則性格卑劣，有著只要為了任務即使犧牲人民也在所不惜的殘酷的正義。
在黑桃海賊團來到夏波帝諸島的第3天，他與伊斯卡帶著王下七武海的推薦信函出現在艾斯面前，在艾斯拒絕成為七武海的邀約後，與艾斯展開激鬥，並用手上的火焰發射器延燒四周，讓附近的孩子被火焰包圍陷入危機。儘管迪斯成功將他身上的燃料罐拔除，但仍然用自身的「武裝色霸氣」使艾斯屈居劣勢，甚至嘲諷艾斯，因為確信自己即將勝利。並得意的道出當年為了緝拿海賊而放火燒毀伊絲卡故鄉的真相，使伊絲卡崩潰大哭，然而他卻沒發現迪斯當初拔掉燃料罐的目的就是讓自己淋了一身的燃料，讓艾斯的火焰能夠順利引火燃燒，最終被憤怒的艾斯用「武裝色霸氣」給擊敗。
名字取自于圣经里所记载偷食禁果后人的堕落。
孔明（Komei）
聲優：市川猿之助（日本）；符爽（台灣）
海軍本部中將，於動畫特別篇《迷霧島大冒險》登場。
隸屬戰略戰術研究開發本部的特別作戰參謀。外號「智將」、「智多星」、「天才策略家」、「白羽扇」，以善用計策聞名，且不屑依賴惡魔果實能力，認為以「智謀」能維護和平、打敗海賊。使用武器為「羽扇」，擅長使用「武裝色霸氣」，甚至是全身武裝色。幼年時曾經被海賊深深的傷害，從此發誓要靠自己的智謀鏟除世間所有海賊，在其年輕時以海軍下士的身份進入海軍本部。
孔明為了鏟除草帽海賊團，故意輸給銀狐弗克西，並煽動弗克西前去挑戰魯夫，在比賽中設下圈套抓住了索隆和香吉士。為抓捕草帽剩下成員又設下陷阱引誘魯夫前往霧之迷島，最後在海軍要塞中與魯夫決鬥，被魯夫的火拳槍擊敗，之後被海軍救走。
人物創作原型取材自三国演义里的蜀汉丞相諸葛孔明和明朝谋士刘伯温以及明朝大臣于谦和唐朝丞相魏徵。

#### 少將
西西里（Sicily）
聲優：田中大文（日本）；孫中台（台灣）
生日：6月5日，星座：雙子座，出身地：南海。
海軍本部少將。在頂點戰爭開始前，曾向元帥戰國報告動態，並報告天龍人遭魯夫毆打的消息。
名字取自於西西里岛（Sicily）。
阿克亨德（Akehende）
聲優：不明（日本）；孫中台（台灣）
海軍本部少將。在頂點戰爭開始前，追捕從推進城逃獄的犯人。
卡達空波（Catacombo）
聲優：服卷浩司（日本）；孫中台（台灣）
海軍本部少將。兩年後得知草帽海賊團再度集結的消息，並率領部隊在夏波帝諸島海岸攻擊千陽號，但被漢考克阻止。
名字取自於地下墓穴（Catacombes）。
卡達爾（Kadar）
海軍本部少將，隸屬G-2支部。
希娜（Hina，緹娜）
海軍本部少將，黑檻部隊隊長。
普林司·古勒斯（Prince Grus）
海軍本部少將，兼機密特殊部隊「SWORD」隊員。
孔雀（Kujaku）
海軍本部少將，兼機密特殊部隊「SWORD」隊員。
尤奇穆拉（Yukimura）
聲優：增谷康紀（日本）；孫中台〈ep.464〉→符爽〈黃金之心篇〉（台灣）
海軍本部少將（動畫原創角色），外號「千人斬」。
在頂點戰爭中，從海賊手中救下克比，後來倒下敗北。在特別篇《黃金之心》中負責護送奧爾加至馬力喬亞，途中被賽庫·P打敗。

#### 准將
大銀（Daigin）
聲優：竹本英史（日本）；宋克軍（台灣）
海軍本部准將。身穿日本武士的裝備。在推進城當外圍駐守維護秩序，原打算率領部隊前往推進城欲逮捕魯夫，但被小莎蒂阻擋在外。
亞里斯基（Yarisugi）
海軍准將，隸屬G-5支部的06部隊。
布蘭紐（Brannew）
聲優：山田真一（日本）；孫中台→符爽（台灣）
年齡：54歲→56歳，生日：9月3日，身高：190cm，星座：處女座，血型：X型，出身地：偉大航道，喜歡的食物：牛奶凍。
海軍本部少校→准將（新世界篇起）。海軍本部議長，負責調查海賊們的惡蹟和強度並制定罪犯的懸賞金多寡，他以卓越的情報處理能力輔佐海軍及世界政府組織，同時深受元帥的信任，經常會受命主持重要內部會議。皮膚黝黑的男性，留著深綠色捲髮，鬢角朝上，厚唇，總是帶著墨鏡。性格激動，很注重海軍的顏面和世界情勢。
初登場時主持新嶄露頭角的海賊魯夫的內部會議，為標識出其危險性，他將魯夫定下3千萬貝里懸賞，以趁其勢力為擴大前將其消滅。在頂點戰爭中與白鬍子海賊團為首的新世界海賊開戰，頂點戰爭後不久對於再遭魯夫等人闖入海軍本部一事召集同僚進行檢討。
在多佛朗明哥聲稱辭去七武海時，向海軍元帥盃報告當前王下七武海的情況。在七武海制度廢除後，海軍獲知BIG MOM和海道結盟的消息，出席會議講解各四皇和羅傑的懸賞金。
基文（Kibin）
聲優：高木俊（日本）；孫中台→符爽（台灣）
海軍本部准將。武器為十手，擅長使用六式「鐵塊」。原作僅為無名背景人物，動畫版公開名字並增加劇情。
在頂點戰爭中，與白鬍子海賊團為首的新世界海賊開戰，使用鐵塊試圖攻擊，抵擋魯夫的反擊時被一拳擊敗。
在《電影版Z》中，率軍前往賽肯島討伐捷風，使用鐵塊抵擋捷風但被擊敗。
比力奇（Bilić）
聲優：龍田直樹（日本）；林谷珍、孟慶府〈布偶腹語術〉（台灣）
海軍本部准將（動畫原創角色），兼手掌島基地司令官，很崇拜上將黃猿。
在特別篇《手掌島的冒險》中登場，欺騙島民為其製造武器以滿足升官的慾望，而非為了守護和平維護正義，劇中最後被魯夫擊敗。

#### 上校
貝里古德（Very Good）
聲優：山本圭一郎（日本）；孫中台 （台灣）
海軍本部上校。特徵是爆炸頭髮型，和下巴的「MARINE」字樣。
超人系「豆豆果實」能力者散落人，身體各部位能夠變成像葡萄般的圓球並且脫落，然後再結合成各種體型。
司法島事件中，是參與圍捕草帽一行人的200名精銳部隊之一，在猶豫之橋佛朗基交戰，其頭部被佛朗基轟出去。後來於扉頁連載《CP9的任務外報告》中再度登場，由於受到斯潘達姆的命令，負責逮捕逃亡中的CP9，曾率軍進入CP9的故鄉“冠昊（Guanhao）”，卻反被撃敗，被當成保齡球。
名字的由來是「Very Good」。
修恩（Shu）
聲優：中尾良平（日本）；孫中台（台灣）
海軍本部上校。頭戴大到很誇張海軍帽，臉被布遮住。
超人系「鏽鏽果實」能力者腐鏽人，能夠讓碰到的金屬腐蝕掉。
司法島事件中，是參與圍捕草帽一行人的200名精銳部隊之一，在猶豫之橋腐蝕索隆的刀「雪走」，但隨後被騙人布偷襲以必殺「火鳥星」擊敗。
名字的由來是「Shine」。
夏林格爾（Sharinguru）
聲優：不明（日本）；宋克軍（台灣）
海軍本部上校。戴著面罩、披著斗篷，外型像超級英雄。
超人系「車輪果實」能力者車輪人，身體各部位能夠變成車輪旋轉，攻擊力很強。在動畫版中並非能力者，只拿著軍刀在作戰。
司法島事件中，是參與圍捕草帽一行人的200名精銳部隊之一。
猩猩（Gorilla）
聲：稻田徹（日本）；孫中台（台灣）
海軍本部上校。長相就跟他的名字一樣。曾率領部下要在未來國「巴爾的摩」捉拿佛朗基。
名字和形象取自于猩猩。
達絲琪（Tashigi）
海軍本部上士→少尉→上校（新世界篇），隸屬「G-5支部」。
克比（Koby）
海軍本部雜務兵→上士→上校（新世界篇），機密特殊部隊「SWORD」隊員。
拉特爾（Ratel，蜜獾）
聲優：小椋毅（日本）；符爽（台灣）
海軍上校。長相就跟他的名字一樣。趁著馬可不在的時候，出現在斯芬克斯，試圖威脅村民詢問白鬍子的寶藏，但被威布爾打飛。
名字和形象取自于蜜獾。
摩亞（Moore）
聲：田中亮一（日本）；孫中台（台灣）
海軍本部上校（動畫原創人物），有個大酒槽鼻。登場於「出撃!錢尼海賊團篇」，最終把敏奇上士帶回懲處。

#### 中校
雲雀
海軍本部中校，兼機密特殊部隊「SWORD」隊員。
雪帕特（Shepherd）
聲：難波圭一（日本）；孫中台（台灣）
海軍本部中校兼本部特派監察官（動畫原創人物）。束著馬尾戴太陽眼鏡的瘦弱男子，個性奸險狡詐。
因搭乘的「白英匹克號」受到風浪破壞而抵達G-8要塞，企圖以勘查的名義向本部證明G-8的無能，初次登入要塞就被羅賓襲擊並盜用身分，也因此被誤認為是草帽海賊團被捕入獄，又因騙人布替他取假名「可多里亞諾」而被跳過審問步驟，直接認定為同夥，一直到羅賓被識破身分才得以被釋放。獲釋後心存怨恨，準備藉草帽海賊團入侵要塞這件事來向本部告狀，隨身攜帶的海軍本部新發明組裝式大砲「海鷹之爪」兩次發射都帶來爆笑的結局，他威脅要將強納森讓海賊逃脫一事稟報給本部，最後被看不過去的潔西卡給揍了一拳。
卡巴那（Governor）
聲：二又一成（日本）；宋克軍（台灣）
海軍本部中校（動畫原創人物）。登場於「SP 堅守！最後的大舞台」。曾通過走私販賣海軍的武器賺錢，以便賄賂長官獲得高位，被當時的上司蘭多魯夫發覺，雖然沒有證據，但是還是被逮捕到軍事法庭審判，他認為蘭多魯夫毀掉了他的前途，遂回來報復已經退休的蘭多魯夫。

#### 少校
貝魯梅伯（Helmeppo）
海軍本部雜務兵→中士→少校（新世界篇），機密特殊部隊「SWORD」隊員。
芬布迪（Fullbody）
海軍本部上尉→三等兵（降級）→少校（兩年後），黑檻部隊隊員。
傑克斯（Jango）
海軍本部三等兵→少校（兩年後），黑檻部隊隊員。
拉巴努（Rapanui Pasqua）
聲優：園部啟一／廣津佑希子〈童年時期〉（日本）；孫中台／詹雅菁〈童年時期〉（台灣）
海軍本部少校（動畫原創人物）。只在「彩虹色之霧篇」中登場。原南瓜海賊團團長，在離開「彩虹色之霧」後成為海軍。
出生於露露卡島，年幼時身為海軍的父親遠航未歸。少年時，跟故鄉的夥伴組成了南瓜海賊團，為南瓜海賊團團長。不久威頓海賊團攻入故鄉，而利用威頓的海賊船來率領夥伴逃離，不過不小心進入彩虹色之霧，導致無法回到露露卡島，因時間流速不同，外界過了50年，裡面卻不到一天。後來拉巴努在彩虹色之霧裡發現父親所屬的船隻遇難於此。
在外面世界的50年前，漢索以外的南瓜海賊團成員與威頓海賊團衝鋒隊長伊恩進入彩虹色之霧中的愛因普斯海域。漢索、魯夫等人進入此地的時間點對於霧內的拉巴努等人來說只過了不到一天。漢索以外的南瓜海賊團成員為了魯夫協助他們回到原來的世界，因時空扭曲的關係掉到50年前的一座無人島，後來被海軍拯救，所以加入海軍的行列，想要利用海軍的力量打倒威頓。
在軍中，拉巴努為了得到能直接帶領部隊的階級，花了許多時間從雜役升為少校。擅長藉由彈指的功力來攻擊對方，甚至彈出一枚硬幣就可以摧毀一艘大船。拉巴努把過去在彩虹之霧的事情，通通把它紀錄在一本日誌當中，後來出版成匿名自傳「彩虹色之霧」，敘述艾因普斯海域的故事；在阿拉巴斯坦的國家圖書館的館藏中有一套，羅賓看過第1冊，動畫中曾出現第10冊的書影。

#### 尉官
佐特（Zotto）
海軍本部上尉，隸屬G-1支部。
斯托卡（Stalker）
海軍本部中尉，隸屬G-1支部。
馬可（Makko）
海軍本部少尉，黑檻部隊隊員。
伊絲卡（Isuka）
海軍本部少尉，僅登場於在艾斯外傳小說「ONE PIECE novel A」。留著紅色短髮的年輕女海軍少尉，以細劍為武器，手背上有燒傷。外號「釘子手」，因為她的攻擊能猶如釘子般把對手打成馬蜂窩而得其名，擁有高超的劍術，能輕易彈開黑桃海賊團狙擊手密海射出的子彈。
黑桃海賊團於偉大航道航行期間率領海軍意圖圍捕他們，並以自己當誘餌隻身跑到船上，趁著眾人注意力在她身上時，以大批軍艦作為包圍網讓艾斯等人無處可逃，不料卻因為被丟斯騙到岩礁地帶導致軍艦誤觸岩礁受損許多海軍落入海中。原本在與艾斯戰鬥的伊斯卡見狀立即跳海拯救部下，卻不敵岩礁地帶兇猛的海浪，即將溺斃之際被艾斯所救，因為覺得自己受到屈辱而暫時撤兵，離開前發誓會讓艾斯後悔救了自己，艾斯卻對她愛護部下的舉動感到佩服。
在夏波帝諸島渡假時與黑桃海賊團狹路相逢，但經歷上回的艾斯的救命之恩後，認為艾斯本性善良，並希望他成為海軍或聽令於世界政府的七武海，童年故鄉曾發生大火，導致父母親雙雙喪命，身體也留下當時的燒傷痕跡，因此相當憎恨跟火有關的人事物。後得知曾經的救命恩人墮落中將就是毀滅自己故鄉的元兇，內心瞬間崩潰，在墮落被艾斯擊敗後幫助艾斯等人逃亡，被艾斯邀請乘坐自己的船成為海賊但拒絕了，並親自目送艾斯出航。
由於她的名字取自紅交嘴雀，因此初見面時艾斯也稱其名"像鳥一樣"。

#### 將校（階級不明）
以下為階級不明的將校成員。
波卡托（Bogard，波賈德）
聲優：黒田崇矢〈ep.68-69〉／竹本英史〈ep.314-315〉（日本）；符爽〈ep.68-69、314〉／宋克軍〈ep.315〉（台灣）
演員：亞蒙・奧坎普（Armand Aucamp）
海軍本部將校（階級不明）。卡普的副官兼得力部下，也是劍術高手。
曾幫克比、貝魯梅伯進行特訓。在頂點戰爭中，與白鬍子海賊團為首的新世界海賊開戰。
形象参考自名演员亨弗莱·鲍嘉在电影北非谍影里的扮相。
甘德烈（Candre）
海軍本部將校（階級不明）。與白鬍子旗下海賊船長安德烈為雙胞胎兄弟。在頂點戰爭中，與白鬍子海賊團為首的新世界海賊開戰。
名字取自于摔跤手巨人甘德烈。
戰桃丸（Sentomaru）
海軍本部將校（階級不明，新世界篇開始），兼海軍本部科學部隊隊長，Dr.貝卡帕庫的保鑣。
依索卡（Isoka）
聲優：廣橋涼（日本）；詹雅菁（台灣）
海軍本部將校（階級不明，動畫原創角色）。原南瓜海賊團成員，留著紫色頭髮的女性。
出生於露露卡島，童年時跟故鄉的夥伴組成了南瓜海賊團，為南瓜海賊團一點紅，在離開「彩虹色之霧」後隨同拉巴努成為海軍。
銅雀（Dojaku）
聲優：音尾琢真（日本）；李世揚（台灣）
海軍本部將校（階級不明，動畫原創角色）。孔明的直屬部下，只在特別篇《霧之島的冒險》登場。
名字取自于三国演义里曹操锁大乔、小乔的铜雀台。
關勝（Kansho）
聲優：木下鳳華（日本）；宋克軍（台灣）
海軍本部將校（階級不明，動畫原創角色）。孔明的直屬部下，外號「機關」，為船匠，只在特別篇《霧之島的冒險》登場。
名字取自于水浒传里一百零八将之一的天勇星大刀关胜。

#### 士官
馬西卡克（Mashikaku）
聲優：高塚正也（日本）；符爽、孫中台（台灣）
生日：12月26日，星座：摩羯座，出身地：東海。
海軍本部中士，斯摩格的部下。阿拉巴斯坦王國事件中第一位發現羅賓就是賞金通緝犯的海軍。
夏因（Shine）
海軍本部中士，黑檻部隊隊員。
亞沙希賈（Asahija）
聲優：平井啟二（日本）
海軍本部中士，在魯夫打敗摩利亞後，影子得以回歸。
敏奇（Minchey）
聲：鈴木琢磨（日本）；宋克軍（台灣）
海軍本部中士（動畫原創角色）。只登場於「出撃!錢尼海賊團篇」。
想聯合部下搶奪大金主錢尼的財寶，得知錢尼以前賺到的錢大部分都在換成紙鈔後被羊群吃掉而打銷念頭，也因為此事件被部下舉發，由摩亞帶回懲處。

#### 士兵
萊茵斯（Lines）
聲優：里內信夫（日本）；宋克軍（台灣）
生日：12月27日，星座：摩羯座，出身地：東海。
海軍一等兵，芬布迪擔任上尉時的下屬，在芭拉蒂向芬布迪報告時被阿金射傷。

### 海軍支部（偉大的航路）

#### G-1支部
位於偉大的航路後半段「新世界」的入口《第一部》→偉大航道前半段「樂園」的末端《第二部》。頂點戰爭後海軍本部的重建工作火速進行，不久後新上任的海軍元帥盃決定將海軍本部與紅土大陸另一側的海軍G-1支部對調。讓海軍的重心坐鎮於「四皇」所處的新世界海域。
飛鼠（Momonga）
聲優：太田真一郎（日本）；孫中台／宋克軍／符爽（台灣）
年齡：46歲→48歲，生日：6月6日，身高：251cm，星座：雙子座，血型：F型，出身地：偉大的航路，喜歡的食物：印度咖哩角，霸氣：見聞色、武裝色。
海軍本部中將，G-1基地長。特徵是龐克頭、蓄鬍子。擅長劍術，使用武器為武士刀，擁有輕易斬殺海王類的實力，同時也是個擅長「六式」的高手。原海軍上將捷風的學生。
司法島事件中，為參與「非常召集」計畫的5名中將。在頂點戰爭前，負責徵召王下七武海「海賊女帝」波雅·漢考克，過程中以小刀刺傷自己來抵禦漢考克的迷戀甘風。在頂點戰爭中，與白鬍子海賊團為首的新世界海賊開戰，並與其他中將們奮力迎戰白鬍子率領的海賊團；與達爾梅西亞中將一起阻擊並重創魯夫，後被白鬍子海賊團旗下海賊的遊騎士多瑪擋下並與之進行戰鬥。
在「Z的野心篇」中押解海賊龐茲·佛萊，被路過莫貝修姆爾海域遭草帽海賊團意圖劫囚，後遭新海軍的潛水船艦隊介入攻擊，在修藏被魯夫擊敗後將他押入推進城。在「航海王電影：Z」結尾看著自己的恩師捷風的生命走到最後，神情哀傷。
名字取自鼯鼠。
佐特（Zotto）
聲優：福原耕平（日本）；符爽（台灣）
海軍本部上尉，隸屬G-1支部。
在頂點戰爭前，將兩位「四皇」傑克與海道在「新世界」引發的小衝突報告給飛鼠中將，並對差點發生大戰爭捏了一把冷汗。
斯托卡（Stalker）
聲優：高塚正也（日本）；孫中台（台灣）
生日：9月28日，星座：天秤座，出身地：偉大的航路。
海軍本部中尉，隸屬G-1支部。
在頂點戰爭前，當載著波雅·漢考克的戰艦要去「推進城」時，意外聽到漢考克所待的房間裏傳來大喊了吃飽的聲音而向其他人報告（實際上是魯夫吃飽後發出來的呼喊），士兵們因為不信邪並和他打賭，如果聲音是漢考克發出來的就剃成雞冠頭，漢考克為了掩瞞魯夫在船上的實情，還得在推還餐盤的同時裝出呼聲。
名字取自「偷窺狂」（stalker）。

#### G-2支部
古米爾（Comil）
聲優：竹本英史（日本）；孫中台（台灣）
海軍本部中將，G-2基地長，使用武器為兩把武士刀。
在短期集中刊頭連載《艾斯的黑鬍子大搜查線》中初次登場。習慣在軍法會議中喝「海軍咖啡」，但是海軍G-2支部的咖啡實在很苦。後來從潛入的艾斯手中收到海軍廚師夫婦的女兒莫妲給他的一封信，信中莫妲向他推介農場的牛奶；古米爾遂下令海軍食堂向莫妲購入牛奶，並把牛奶加進「海軍咖啡」。自此G-2支部的海軍們便能喝著好喝的咖啡牛奶進行會議。在頂點戰爭中，與白鬍子海賊團為首的新世界海賊開戰。
卡達爾（Kadar）
聲優：山田真一（日本）；宋克軍（台灣）
海軍本部少將，隸屬G-2支部，使用武器為武士刀。
原黃猿中將的下屬，於15年前在海上遇上太陽海賊團並發起攻擊，最後被擊敗。

#### G-5支部
位於新世界的海軍支部，這裡的海軍以毫無人性和把本部的話當作耳邊風出名，平時以虐待海賊為樂，比如用海賊作餌釣鯊魚或燒海賊當營火等，被世人稱為「最不像海軍」、「最瘋狂的無賴集團」。
威爾可
前海軍本部中將，前G-5基地長。在加入海軍之前就已成為海賊，後來作為臥底潛入海軍，實為唐吉訶德·多佛朗明哥的部下。
斯摩格（Smoker，斯莫卡）
聲優：松尾銀三〈第48－79集〉→大場真人〈第94集起－〉（日本）；宋克軍（台灣）
年齡：34歲→36歳，生日：3月14日，身高：209cm，星座：雙魚座，血型：XF型，出身地：偉大的航路，喜歡的食物：煙燻雞肉，興趣：陶藝、賭場，代表動物：北極狼，霸氣：見聞色、武裝色。
海軍本部上校→准將→中將(上將候補)。兩年後隸屬G-5支部01部隊→基地長。外號「白獵人」斯摩格（Smoker the White Hunter）。
有著一頭往後梳的白髮（動畫版為銀髮），脖子上掛著防風鏡。擁有很強的實力，但卻是個經常不聽從上司的命令的獨行俠。愛車是以冒煙作推動力的水陸兩用三輪摩托車「比隆阿」。
自然系「冒煙果實」能力者煙霧人，可以變成煙霧，煙霧可實體化、困住敵人。是故事中首位登場的「自然系」惡魔果實能力者。除惡魔果實能力之外，使用武器為一把顶端以「海樓石」製作而成的十手。
首次登場於羅格鎮，專門捕捉要前往偉大航道的海賊，在部下的通報下前往廣場準備逮捕鬧事的巴其海賊團等人，親眼見到魯夫在死刑台上被巴其砍頭的瞬間露出微笑，讓他想起「海賊王」哥爾·D·羅傑被處刑的表情（動畫版中，斯摩格是22年前看著「海賊王」被處死的圍觀民眾之一），且接連出現對草帽海賊團有利的詭異天災，使斯摩格深感上天似乎要幫助魯夫前往偉大航道，於是他賭上自己的名聲，絕對不讓魯夫活著離開羅格鎮，在與魯夫交手後以自然系的優勢輕易抓住魯夫，卻在此時遇上魯夫的父親多拉格的阻撓，使草帽海賊團得以順利出海，之後斯摩格從羅格鎮開始一路追趕魯夫。
其後在偉大航道的魯內斯逮捕巴洛克華克的Mr.11，並竊聽到香吉士與克洛克達爾在小花園的對話，決定動身前往阿拉巴斯坦王國。追捕魯夫時被艾斯阻擋並短暫交手，後來於雨地的餐館再度遇見魯夫，在追捕時中了克洛克達爾的陷阱受困在海樓石牢內，在海水灌進來時被草帽海賊團所救，為還人情而將草帽海賊團放走。在魯夫擊敗克洛克達爾後，斯摩格對上級把討伐克洛克達爾的功勞攬在他身上一事相當不滿，甚至為此叫政府的老頭子去死，在阿拉巴斯坦事件結束後晉升為准將。
司法島事件結束後，他剛好在偉大航道的某座島討伐一個身價5000萬貝里的海賊，得知草帽海賊團涉入此事件而全員被懸賞，由於認知到目前的自己要在海軍本部貫徹個人信念仍有限度而必須爭取「地位」，同時誓言即使賭上自己的榮耀也要在新世界打倒草帽海賊團。
在頂點戰爭中與白鬍子海賊團為首的新世界海賊開戰，與魯夫再會並展開攻擊，但被波雅·漢考克出手制止，他的武器也因為漢考克的能力被打斷成兩截。在大事件結束後向青雉申請調往新世界的海軍G-5支部以繼續追擊魯夫。
大事件結束兩年後，被調派到海軍G-5支部並晉升為中將，他將頭髮梳成背頭，剃短腦勺以下的部分，右臉多條傷疤，還開始配戴太陽眼鏡。登場時抓到在魚人島大批剛重獲自由的新魚人海賊團海賊奴隸，得知海賊奴隸被釋放是草帽海賊團所為，斯摩格依照紀錄指針的航行紀錄，原以為魯夫會選擇最危險的「雷神島」而埋伏在此地，卻沒想到魯夫無視任何指針，航向無磁性的龐克哈薩特。
為追捕魯夫而來到龐克哈薩特，與時任王下七武海的托拉法爾加·羅激戰，被以手術將其心臟切出，其後受到羅的果實能力影響，與達絲琪身心對調，為奪回自己的心臟，決意帶著部下調查島上的幕後黑手和疑團，在研究所外被凱薩·克勞恩以無空世界打敗，被關進監牢中。當凱薩在島上進行大規模的毒氣實驗，準備將斯摩格等人拋進毒氣瀰漫的研究所外圍時，羅利用果實能力替一行人解開枷鎖並將其斯摩格與達絲琪身心換回。成功脫困的斯摩格立即派遣搶奪船隻準備逃離龐克哈薩特，此時斯摩格率領部下持續搜尋被凱薩綁架的孩童，自己則在闖入研究所深處的時候，再次遇見準備對羅痛下殺手的威爾可，斯摩格協助羅奪回心臟，讓羅無後顧之憂反過來擊敗威爾可。待眾人順利逃出研究所並活擒凱薩後答應草帽海賊團的請求，讓被凱薩當成實驗對象的孩童們搭乘油輪返鄉，未料隨後而至的多佛朗明哥為追殺羅和草帽海賊團，對G-5成員展開大屠殺，因不願透露羅和草帽海賊團的下落，被多佛朗明哥運用果實能力重創倒地，險遭痛下殺手之際，身為前任海軍上將的青雉及時現身為其解圍。事後斯摩格接受醫療部隊的治療，並詢問青雉此番行動的用意，此時青雉要他將多佛朗明哥的事彙報給海軍元帥盃。
名字斯摩格取自吸菸者的英文「Smoker」。

達絲琪（Tashigi，塔希米）
聲優：野田順子（日本）；許淑嬪（台灣）
年齡：21歲→23歳，生日：10月6日，身高：170cm，星座：天秤座，血型：S型，出身地：東海，喜歡的食物：熱咖啡，興趣：閲讀名刀書籍、剪紙，霸氣：見聞色、武裝色。
海軍本部上士→少尉→上校，兩年後隸屬G-5支部01部隊，斯摩格的得力部下。一刀流劍士，外貌極像索隆小時候的對手克伊娜的短髮美女。有深度近視，只要沒戴眼鏡就容易認錯人，個性上有點少根筋和笨拙。使用武器為快刀「時雨 」（Shigure(Autumn Rain)）。是個劍痴，每當看到名刀就會變得渾然忘我，因此經常招來斯摩格一頓臭罵；願望是收集世界上所有壞蛋的名刀，曾一度認為索隆是個把刀當成工具來賺錢的壞蛋，她一直無法理解為何世上擁有名刀的劍客都是海賊或賞金獵人。
在羅格鎮街上和索隆相遇，索隆看到她與克伊娜相似的長相驚訝不已，隨後兩人在武器店再次碰面，達絲琪認出了他持有的大快刀二十一工「和道一文字」。事後達絲琪得知索隆真實身份，以為索隆騙了她而相當氣憤，認為他沒資格擁有和道一文字。
不久後她從巴洛克華克特務Mr.11手上奪得良快刀五十工「花州」並用作收藏。阿拉巴斯坦王國事件中，與斯摩格被上級派遣支援王國軍阻止內亂，但所率領的軍隊被當時身為巴洛克華克副社長「Miss All Sunday」妮可·羅賓攻擊而全軍覆沒，腳也差點被對方毀掉。在阿拉巴斯坦事件結束後晉升為少尉。
在頂點戰爭中與白鬍子海賊團為首的新世界海賊開戰，和斯摩格一起與魯夫交戰。
大事件結束兩年後，和斯摩格一起被調派到海軍G-5支部並晉升為上校，頭髮蓄長並綁成髮髻。她的實力也比兩年前增強許多，在混乱的G-5支部裡人气很高。她跟著斯摩格前往龐克哈薩特，命令部下追捕魯夫等人，反被羅利用手術果實的能力將身體分成兩半，與斯摩格身心對調。在闖進研究所的時候一度被實為間諜的支部長威爾可抓住，囚禁在研究所的牢房內，藉由羅的果實能力成功脫困並恢復原狀後，為了援救遭凱薩誘拐的孩童，再次踏進研究所深處，和索隆聯手打倒多佛朗明哥的部下莫內。待眾人順利從研究所脫困後，達絲琪接手照顧餅乾房的孩童們，並帶他們到G-14支部治療。
名字「達絲琪」取自水鳥田鷸（扇尾沙錐）的日文。
在蛋頭篇中，為救出克比，隨卡普和機密特殊部隊「SWORD」的成員攻入黑鬍子海賊團的根據地蜂巢島。
亞里斯基（Yarisugi）
聲優：中村浩太郎（日本）；符爽〈ep.599〉→孫中台〈ep.705〉→宋克軍〈ep.887〉（台灣）
海軍准將，隸屬G-5支部06部隊。說話語尾會加上「過頭」。
在扉頁中，吉貝爾將格列佛綑綁送到G-5支部，與柯列佛率領的海賊團交戰，最後格列佛順利逃脫，逮捕柯列佛與底下船員。

#### G-8支部（動畫原創）
動畫原創「G-8要塞篇」登場，又稱「拿巴隆要塞」，因為牢不可破而有「海上刺蝟」這個稱號，一般海賊根本不想接近，在魯夫到達前已經有好一陣子沒有作戰經驗。
強納森（Jonathan）
聲優：田中信夫（日本）；符爽（台灣）
海軍中將兼G-8支部司令官。與時任上將赤犬是多年好友，盡管他們之間的作風並不相同。他的性格看似悠哉隨性，實際上頭腦卻非常靈活，擅於計謀。喜歡釣魚和下西洋棋，不喜歡吃蔬菜（尤其是紅蘿蔔、 花椰菜和青椒）。妻子潔西卡是要塞內的廚師長，常因挑食不吃蔬菜而被老婆修理。對於海軍內部稱「G-8要塞是大而不當的要塞」、「和平的廢物刺蝟」等說法不以為然。
釣魚時親眼看到前進梅利號掉入要塞中，在魯夫等人入侵要塞後，不疾不徐地佈下計謀，準備將草帽海賊團個個擊破。雖因雪帕特幫倒忙而失敗，但卻很欣慰看到要塞內成員們團結合作的表現，認為這次事件已經證明G-8並沒有因海賊久不侵襲而退化。在海軍總部與其他人在處刑現場與白鬍子海賊團為首的新世界海賊開戰。
德雷克（Drake）
聲優：竹本英史（日本）；宋克軍〈TV版、劇場版4〉、符爽〈劇場版5〉（台灣）
海軍G-8支部少校。個性急躁，常常對強納森的命令有很多不滿意，不過在看到這個計謀展開之後，卻又不得不佩服他的頭腦。
初登場於電影版第4、5部，當中試圖追捕草帽海賊團。在海軍總部與其他人在處刑現場與白鬍子海賊團為首的新世界海賊開戰。
名字取自于德雷克海峡。與後來在原作登場的X・多雷古重名，甚至兩人的聲優皆由竹本英史配音。
潔西卡（Jessica）
聲優：伊倉一恵（日本）；許淑嬪（台灣）
海軍G-8支部總料理長。強納森的妻子，是個美女。脾氣剛烈但是善解人意，要求海軍們在吃飯時遵守規矩，也不能談論任何有關工作的事。當初香吉士變裝混入食堂做料理時，連她也不得不佩服香吉士的手藝，在她知道香吉士是海賊時，既驚訝又惋惜。
柯芭特（Kobato）
聲優：平松晶子（日本）；詹雅菁（台灣）
海軍G-8支部小兒科醫生。整備班梅卡歐的女兒，性格帶點天然呆，相當關心梅卡歐的身體狀況。有恐血症，害怕看到他人受傷，見到血更是會暈倒，因其他的醫生全部出差，所以暫時擔任醫護室長代理，正好一大批遇到暴風雨的軍艦入港，帶來許多傷兵。原本是不可能執刀外科手術的，因有喬巴的鼓勵而順利完成手術。
梅卡歐（Mekao）
聲優：園部啟一（日本）；孫中台（台灣）
海軍G-8支部整備班的一員。柯芭特的父親，對於船有特殊的感情。認為草帽海賊團的「前進梅利號」雖然外型老舊，卻是一艘好船，他是第一個目睹「前進梅利號」從天而降的人。因為上了年紀又喜歡喝酒，擔任醫生的柯芭特常常會注意他的身體狀況。似乎知道有關「船之妖精」的事情。
馬雷兄弟（Marley Brothers）
聲優：佐佐木誠二、成田劍（日本）；宋克軍、孫中台（台灣）
從聖地「馬力喬亞」來到G-8要塞的廚師兄弟，穿著西裝，身材高瘦的男人是哥哥，鬍鬚濃密，身材矮胖的男人則是弟弟。自視甚高，在馬力喬亞的廚房都是使用高級食材來做VIP膳食，為此嘲笑著要塞海軍食堂的廚師是做大鍋菜的鄉巴佬，事實上這兩人只負責監過督屬下做菜，在食堂卻一點真本事都沒有，被潔西卡臭罵了一頓，罰他們從基本的洗盤子開始學起。

#### G-14支部
地點位於新世界「未來島」蛋頭附近的海軍支部。
朵爾（Doll，豺狼）
聲優：行成桃姬（日本）；詹雅菁（台灣）
海軍本部中將，G-14基地長。為黑髮的中年女性，穿著漆黑的夾克，執勤才穿上白大衣的海軍。過去曾是薩烏羅的下屬。擅長使用搖滾之魂的武鬥派。
蛋頭篇，是參與蛋頭事件九位中將之一。
名字取自于豺狼。
普林司·古勒斯（Prince Grus）
海軍本部少將，兼機密特殊部隊「SWORD」隊員，駐紮G-14支部。
孔雀（Kujaku）
海軍本部少將，兼機密特殊部隊「SWORD」隊員，駐紮G-14支部。

#### G-F支部（動畫原創）
動畫原創「海軍超新星篇」登場，監視新世界「圓蛋糕島」的最前線支部。
普羅迪（Prodi）
聲優：多田野曜平（日本）；孫中台（台灣）
海軍中將兼G-F支部所長，抱持的是「尖锐的正義」，也是魯夫的祖父卡普的舊友。隨著魯夫他們在岸邊與普羅迪作戰，最終敗給魯夫。
歐爾杭特·格朗特（All-Hunt Grount）
聲優：花江夏樹（日本）；符爽、許淑嬪〈童年時期〉（台灣）
海軍G-F支部上校，原所屬青稚的部隊，海軍超新星，17歲。
相當仰慕原海軍大將青雉的熱血年輕海兵，正義感非常強。有著青雉、卡普一樣隨心所欲的性格。害怕吃辛辣的食物。有著紅色雞冠頭的特徵，左臉有一道傷痕。左手臂裝有著特殊的装甲，配置兩把小刀。左手臂隱藏著深不可測的力量，左手臂為「惡魔之拳」的巨大怪物手臂，詳細情況不明，擁有能夠把一座島給毀滅的威力。幼年時期，因為左手臂的惡魔怪物力量解放而毀滅了自己得故鄉整個島，後來青稚過來查看狀況時發現是幼小的格朗特所毀滅暴走，青稚阻止他發狂且帶回海軍本部抑制其左手臂的力量並收為弟子，使他在青稚底下學習。
希望打倒四皇BIG MOM而自願調動到監視圓蛋糕島的最前線G-F支部，原本待在卡普底下所管理。然後初登場便把一艘載著新兵的軍艦將其一擊打爛，認為沒實力的傢伙別待著丟人現眼。在食堂與自己的夥伴波拿姆和札帕再會，看見潛入食堂的魯夫便燃起了鬥志，要打倒魯夫。與魯夫在海軍基地的食堂、食庫有多次交戰，並窮追不捨的追著魯夫，但是依然敵不過魯夫強大的實力，還曾一度喪失戰意。最後解放左手臂「惡魔之拳」的力量，最後與魯夫的戰鬥途中，也被魯夫所認同並被詢問了名字，魯夫便認真的格朗特對戰，最終格朗特敗北，但格朗特也認清自己與魯夫的差距，便轉為尊敬魯夫這名敵人，表示不愧是懸賞5億的大海賊。
安多·迪·波拿姆（Ant De Bonham）
聲優：安元洋貴（日本）；符爽（台灣）
海軍G-F支部中尉，原所屬青稚的部隊，海軍超新星。22歳。長手族，身材魁梧的壯漢，皮膚黝黑。號稱「六式天才」，會使用獨特的招數「呼吸氣功」，通過吸收大量氧氣來改變自身的形態，可以自由多段變換體型。和格朗特、札帕3人中像大哥一樣的存在。
與魯夫在海軍基地的食堂、食庫有多次交戰，在倉庫裡與喬巴作戰，他用他的呼吸氣功壓制喬巴，但是喬巴設法反擊並最終打敗他。曾一度喪失戰意，最後被魯夫等人所擊敗。
西莫伊·札帕（Shimoi Zappa）
聲優：古川慎（日本）；宋克軍（台灣）
海軍G-F支部中尉，原所屬青稚的部隊。20歳。二刀流劍士，武器為雙劍。個性害羞但好色，一見到女孩子就會衝上去發動猛烈追求，不過一拔出劍就像變了一個人。
與魯夫在海軍基地的食堂、食庫有多次交戰，曾向娜美求婚，多次被凱洛特和娜美輪番電，曾一度喪失戰意，最後被魯夫等人所擊敗。

### 海軍支部（東西南北海）
位於東西南北海的海軍支部，與主要負責管理偉大航路的本部海軍相比，實力在位階上低了三級，如東西南北海的支部上校位階相當於本部的上尉。

#### 海軍第8支部（動畫原創）
尼爾森·羅伊（Nelson Royale）
聲優：瀧口順平（日本）；孫中台（台灣）
海軍第8支部提督（動畫原創）。體型肥胖，想得到傳說中能讓人長生不老的「龍骨」。艦隊將敵人包圍後可用鐵欄桿連接防止小船從縫隙逃出，本艦的主砲口徑非常大，看起來威力也很大，但在發射準備完成前被騙人布破壞，最後被艾力克殺死。

#### 海軍第16支部
老鼠（Nezumi）
聲優：西脇保（日本）；宋克軍（台灣）
演員：羅利·阿克頓·伯奈爾（Rory Acton Burnell）
年齡：34歲→36歲，生日：12月12日，星座：射手座，血型：XF型，身高：182公分，出身地：東海，喜歡的食物：奶酪。
海軍第16支部上校，長相就如同他的名字一樣。被「鋸齒」惡龍收買，並聽從惡龍的指示搶走娜美拯救可可亞西村的1億貝里，魯夫打倒惡龍後他企圖搶功，被索隆和娜美痛扁一頓，亦使魯夫第一次被懸賞（懸賞照片中有騙人布的背影）。

#### 海軍第77支部
布林布林（Pudding Pudding）
聲優：稻田徹（日本）；符爽（台灣）
生日：5月16日，星座：金牛座，出身地：東海。
海軍第77支部准將兼司令官，受政府指示前往諸美達島討伐惡龍海賊團時，吃了個大敗仗連同船艦一起犧牲。
創造來源是參考1979年的日本人型劇「布林布林物語」的主人翁布林布林。

#### 海軍第153支部
梨帕（Ripper）
聲優：幸野善之〈3話〉／稻田徹〈68話〉／高塚正也〈879話〉（日本）；孫中台（台灣）
生日：6月13日，星座：雙子座，出身地：東海。
海軍第153支部中校。後來似乎接下「斧手」蒙卡的支部長位置，放走了魯夫和索隆，並且答應讓克比入隊。
羅卡克（Rokkaku）
聲優：村上陽（日本）；陳宗岳（台灣）
海軍第153支部中尉。拒絕「斧手」蒙卡要處死莉佳的命令，結果遭蒙卡砍傷。
烏卡利（Ukkari）
聲優：戶北宗寬（日本）；宋克軍（台灣）
演員：理查德·萊特-佛斯（Richard Wright-Firth）
生日：2月17日，星座：水瓶座，出身地：東海。
海軍第153支部三等兵。在樹立「斧手」蒙卡塑像時，不小心讓塑像碰到旁邊的屋子，差點被蒙卡殺死。

### 海軍各部隊

#### 黑檻部隊
由海軍本部少將「黑檻」希娜率領的部隊。
希娜（Hina，緹娜）
聲優：中友子（日本）；詹雅菁／許淑嬪（台灣）
年齡：32歲→34歳，生日：3月3日，身高：181cm，星座：雙魚座，血型：F型，出身地：西海，喜歡的食物：土耳其烤肉、香檳，興趣：騎馬、俱樂部。
海軍本部上校→少將（新世界篇起），外號「黑檻」希娜（Black Cage Hina）。頭頂上掛著太陽眼鏡的粉色長髮美女，口頭禪是「希娜○○」（例：希娜遺憾），和斯摩格同期加入海軍，兩人交情很不錯。相較於海軍界的問題兒童斯摩格，希娜對於上級的命令總是盡忠職守。
超人系「檻檻果實」能力者，用手臂穿過他人身體之後便會留下鐵條將之禁錮，此外她在海戰方面擅長用集團戰「黑槍之陣」，將鐵條當成長槍擊沉敵人的船隻。
在扉頁《傑克斯的冒險天國》中首次登場，故事尾聲傑克斯和芬布迪被她的美貌吸引而成為其部下。
在阿拉巴斯坦篇中，企圖追捕草帽海賊團，但是被巴洛克華克的成員Mr.2馮·克雷阻止。
在扉頁《Miss黃金週的作戰名「尋找巴洛克」》中，帶同下屬到休假島追捕巴洛克華克的餘黨。憑藉不吉利2人組畫出的肖像，認出來到島上的Miss黃金週等人；希娜將其中的Miss情人節逮捕，並用她威嚇其夥伴自首。其後與前來營救伙伴的Mr.2對戰，Mr.2最終不敵而再次被捕；但Miss情人節卻被救走，軍艦和手下也被Miss 黃金週等人奪走。
在頂點戰爭篇中，與白鬍子海賊團為首的新世界海賊開戰，和魯夫交戰時企圖禁錮他，但被魯夫快速逃脫。
在世界會議篇中，負責護送阿拉巴斯坦王國的王族寇布拉和娜菲魯塔利·薇薇一行人參加世界會議，後和卡普等人商討因應兩位四皇的「BIG MOM」和「百獸」海道可能再度合作的事件。
袷羽檻
從手臂中伸延出圍欄狀的鐵枝，團團圍住面前的敵人，再收起將敵人捕獲。
芬布迪（Fullbody，霍波迪）
聲優：石川英郎（日本）；符爽／宋克軍／孫中台（台灣）
演員：吉恩·亨利（Jean Henry）
年齡：26歲→28歳，生日：9月7日，身高：184cm，星座：處女座，出身地：北方藍，喜歡的食物：Itursburger Stein的紅酒（伊第布斯魯格·斯坦）。
海軍本部上尉→三等兵（降級）→少校（兩年後），外號「雙鐵拳」芬布迪（Double Ironfist Fullbody）。
初登場時，帶著女友到巴拉蒂海上餐廳用餐，因為受到嘲笑而任意蹧蹋食物出氣，最後被香吉士痛扁了一頓；在動畫中，其本部職銜亦因「破壞海軍聲譽」而被褫奪，他被降級為巡邏偏遠海域艦隻的指揮官，並在羅格鎮重遇草帽海賊團時再次戰敗。
在扉頁中，在參加舞蹈大賽時和逃亡中的傑克斯成為好友，並在軍事法庭替傑克斯跳舞辯護，促使判決更改為自己被降級為三等兵、傑克斯無罪，最後兩人看見「黑檻」希娜後一見鍾情，加入希娜部隊。
在阿拉巴斯坦篇中，隨同希娜追捕草帽海賊團，但是被巴洛克華克的成員Mr.2馮·克雷阻止。Mr.2馮·克雷阻止。
在頂點戰爭篇中，與白鬍子海賊團為首的新世界海賊開戰，和魯夫再次見面並交戰，但因為傑克斯的催眠而昏倒。
在世界會議篇中，負責護送阿拉巴斯坦王國的王族寇布拉和娜菲魯塔利·薇薇一行人參加世界會議。
名字的由來是嚐葡萄酒時的用語，喝酒時感到味道很濃叫做，長期製造的濃葡萄酒叫做。
傑克斯（Jango）
聲優：矢尾一樹、高木涉（1121話、劇場版2附錄短篇『傑克斯的狂歡舞會』）（日本）；宋克軍／符爽／孟慶府（台灣）
年齡：27歲→29歲，生日：12月28日，身高：207公分，星座：魔羯座，出生地：東方藍，喜歡的食物：蘑菇義大利麵。
黑貓海賊團副船長→海軍本部三等兵→少校（兩年後），外號「催眠師」傑克斯（Double-Crosser Jango）。戴著心型眼鏡的催眠師（摘下眼鏡後的眼睛也是心型的），使用武器為環刃，用細線吊起可當作催眠道具，催眠暗示語為「一、二、傑克斯」，但自己也可能被催眠，因此實戰時會在最後一刻壓低帽子避免被催眠。在未成為海賊前是一名流浪舞者，因為沒法出名所以經常睡覺，某天在草地上睡太久而使下巴長出有條紋的黴菌菇，在肚子餓的情況下把黴菌菇頭吃掉，雖然非常難吃，但卻因此得到催眠術的能力。
原黑貓海賊團副船長，3年前跟隨原船長克洛攻擊海軍軍曹蒙卡隸屬部隊的海軍船，以催眠術令蒙卡押送代替克洛的船匠努基亞奴到軍事法庭受審，致使克洛得以退隱，在此之後成為海賊團船長，3年後傑克斯來到西羅布村，協助克洛謀取可雅的財產；但最終被草帽海賊團打敗。
在扉頁中，再度醒來時發現同伴早已出海遠去，後則受到海軍追殺，逃亡途中到達米拉柏爾島，變裝參加舞蹈大賽並贏得冠軍，期間和海軍芬布迪結識成為好友。後因原本的衣服被發現而遭島上的海軍追查，原本打算在鬱金香海賊團發動攻擊時趁機逃走，最後還是回頭幫助好友芬布迪對抗海賊，事件結束後芬布迪基於職責而逮捕傑克斯，被送往海軍本部法庭接受審判，此時芬布迪率領士兵闖進軍事法庭抗議，並以舞蹈感動全場，最後法官改判傑克斯無罪、而芬布迪降級。傑克斯在離別時想以催眠術讓忘記兩人間的友情，但此時和芬布迪一起看到「黑檻」希娜後一見鍾情，最後兩人加入希娜部隊。
在阿拉巴斯坦篇中，隨同希娜追捕草帽海賊團，但是被巴洛克華克的成員Mr.2馮·克雷阻止。
在頂點戰爭篇中，與白鬍子海賊團為首的新世界海賊開戰，和魯夫再次見面並交戰，被魯夫的霸王色霸氣嚇昏。
在世界會議篇中，負責護送阿拉巴斯坦王國的王族寇布拉和娜菲魯塔利·薇薇一行人參加世界會議。
形象取自于已故的流行音乐之王迈克尔·杰克逊。
馬可（Makko）
海軍本部少尉，希娜的部下。在阿拉巴斯坦篇，為了阻止魯夫逃亡而參戰，卻完全敵不過他們。
夏因（Shine）
聲優：田中大文（日本）；孫中台（台灣）
海軍本部中士，希娜的部下。在阿拉巴斯坦篇，報告將阿拉巴斯坦王國週遭海域封鎖結果，以及魯夫等人的動向。

#### 巨人部隊
拉克羅瓦（Lacroix）
聲優：吉水孝宏（日本）；符爽〈ep.459〉→宋克軍〈ep.464〉（台灣）
海軍本部中將，巨人部隊。穿著黑色西裝與海軍帽，使用武器為武士刀。
在頂點戰爭中，與白鬍子海賊團為首的新世界海賊開戰，在小歐斯Jr.進入戰場時與巨人部隊上前迎戰，但不敵小歐斯Jr.遭他一刀砍中胸口倒地。頂點戰爭兩年後，於和其餘同僚討論應對四皇「BIG MOM」和「百獸」海道可能再度合作的對策。
隆茲（Ronse）
聲優：高塚正也（日本）；宋克軍（台灣）
海軍本部中將，巨人部隊。戴著T字孔的鐵面具，使用武器為巨斧。
在頂點戰爭中，與白鬍子海賊團為首的新世界海賊開戰，在小歐斯Jr.進入戰場時與巨人部隊上前迎戰，在小歐斯Jr.倒下後趁亂直接到「白鬍子」面前挑戰，反被白鬍子震碎斧頭，再以一掌擊破面具倒地。

#### 科學部隊
戰桃丸（Sentomaru）
聲優：伊倉一惠（日本）；許淑嬪（台灣）；何偉誠（香港）
年齡：32歲→34歲，生日：3月10日，身高：279cm，星座：雙魚座，血型：F型，出身地：偉大航路，喜歡的食物：飯糰、烤番薯，霸氣：見聞色、武裝色。
海軍本部科學部隊隊長，Dr.貝卡帕庫的保鑣。「黃猿」波爾薩利諾的部下，稱呼黃猿為「叔叔」。外表像金太郎，還穿著金太郎的肚兜的男子。手持板斧，聲稱自己是「世界上口風最緊的男人」，但每一次都在說溜嘴之後都辯稱自己是故意要講出來的。
特別擅長使用鎧甲式的武裝色霸氣反彈對手的攻擊方式（类似隔山打牛，「冥王」雷利也会使用），因此被稱為「世界第一防守」。
在夏波帝諸島引發天龍人事件時，戰桃丸與黃猿一同來到了夏波帝諸島，並與和平主義者一同追捕草帽海賊團未果。在頂點戰爭時率領和平主義者部隊，與其他人在馬林福特處刑現場與白鬍子海賊團為首的新世界海賊開戰。
兩年後正式成為海兵，但階級不明。得知草帽海賊團（假草帽海賊團）招募夥伴的消息，派遣兵力前往夏波帝諸島討伐草帽海賊團。
蛋頭篇中，為護貝卡帕庫帶著和平主義者們一同與草帽海賊團協力合作對付政府一方。
創造來源是取自民間故事《金太郎》中的主角赖光四天王之一坂田金时。招式足空独行取自于赖光四天王之一坂田金时所生活过的足柄山。
和平主義者（Pacifista）
聲優：堀秀行（日本）；孫中台、符爽〈第三代〉（台灣）；陳旭明（香港）
量產型的改造人（人間兵器），代號為「PX」的活人武器，由Dr.貝卡帕庫開發，長相與巴索羅繆·大熊一樣，擁有「黃猿」的鐳射能力，且其防禦力極高。根據戰桃丸表示，一個和平主義者的造價相當於投注建造一艘軍艦的費用。
在夏波帝諸島引發天龍人事件時，投入協助海軍打擊海賊。頂點戰爭中，出動20隻和平主義者與白鬍子海賊團戰鬥。在接下來兩年間已經研發出新的PX系列「熾天使」以及會使用泡泡盾進行防禦的「和平主義者第三代」。
能控制和平主義者以及熾天使的優先控制權依序為五老星、貝卡帕庫及其六位分身、戰桃丸、持有控制芯片的人，實際上貝卡帕庫為了不讓波妮只能看著其養父大熊完全受制於他人之手，因此貝卡帕庫隱瞞世界政府將波妮的權限設定在五老星之上。被下達指令的和平主義者在達成目標之前不會聽從相同層級的人更動指令，除非是由更上權限或擊倒原下達命令的人才能改變其行動。
| 機體編號   | 備註 |
| ---------- | --- |
| PX-0       | 即巴索羅繆·大熊本尊。 |
| PX-1       | 頂點之戰前被派往夏波帝諸島戰鬥，在PX-4被擊倒後隨同戰桃丸一同出現在草帽海賊團面前，因為草帽海賊團多已負傷，又同時有多個敵人，使魯夫他們陷入苦戰，後被突然出現的巴索羅繆·大熊用果實能力彈飛，下落不明。 |
| PX-2       | 頂點之戰前被派往夏波帝諸島戰鬥，與基德海賊團、紅心海賊團戰鬥，最後被他們全員合力攻擊下擊倒。 |
| PX-3       | 頂點之戰前被派往夏波帝諸島戰鬥，與超新星的烏魯基、德雷克等人戰鬥。 |
| PX-4       | 頂點之戰前被派往夏波帝諸島戰鬥，與草帽海賊團戰鬥，途中北發現其雖經改造實仍為活生生的人仍會流血，可由內部破壞等事實，在全員攻擊下最終被擊倒。                                                          |
| PX-5       | 頂點之戰前的機體，兩年後被派往夏波帝諸島討伐海賊，因識破魯夫的偽裝而發動攻擊，但被魯夫一擊擊敗。 |
| PX-7       | 頂點之戰前的機體，兩年後被派往夏波帝諸島討伐海賊，但被索隆和香吉士輕易擊敗。 |
| PX-III 041 | 蛋頭島上的機體，與CP對戰。 |
| PX-III 046 | 蛋頭島上的機體，被布爾各萊斯使用能力控制住。 |

#### SWORD
「SWORD」是海軍機密特殊部隊，由X·多雷古帶領，部隊成員們都是已經正式辭去職位並歸還代號的海軍。可以越過世界政府的許可，對四皇直接發動攻擊，但也不為他們的行動負責，隨時都能捨棄的士兵。
X·多雷古（X Drake，X·德雷克）
聲優：竹本英史（日本）；孫中台／符爽〈劇場版14〉（台灣）
前海軍本部少將，兼機密特殊部隊「SWORD」隊長。人稱為「墮落海軍」，曾離開海軍後成為海賊，實際上是海軍本部在海賊世界的臥底，頂點戰爭事件後到達「新世界」，並加入百獸海賊團，同時為「最惡劣世代」之一，在和之國事件曾短暫失去消息，後回到於海軍GS總醫院休養。
普林司·古勒斯（Prince Grus，普林斯·格鲁斯）
聲優：日野聰（日本）；孫中台（台灣）
年齡：29歲，生日：10月20日，身高：205cm，星座：天秤座，血型：X型，出身地：西方藍，喜歡的食物：洋芋片
懸賞金額（十字公會）：5億貝里，霸氣：見聞色、武裝色。
海軍本部少將，兼機密特殊部隊「SWORD」隊員，駐紮G-14支部。通稱「王子」。
肌肉發達的年輕男性，有著一頭蓬鬆的頭髮遮住眼睛，帶著一頂有著超大帽簷的海軍帽，穿著皮草外套。
超人系「黏土果實」能力者，成為製造並控制黏土的「黏土人」，還可以創造「泥人偶」。
童年時，性格陰沉，喜歡低頭走路，經常撞到前面的東西，曾撞到海賊時吃過虧，因此被自己的母親為了不在撞東西，因此戴著一頂超大帽簷的海軍帽。
在短期集中刊頭連載《「流氓」培基的Oh my family》中初登場，世界會議期間帶領部下抵達多雷斯羅薩，並抓捕了誤認成其雙胞胎妹妹雪紡的羅拉，途中高弟出面拯救，但反被他擊敗，然而最終羅拉仍被高弟救走。
未來島篇，在G-14支部被雲雀和貝魯梅伯請求前往海賊島蜂巢拯救被黑鬍子海賊團綁架的克比，古勒斯認為這請求很不理智，加上多雷古下落不明，「SWORD」目前無法運作，並要求他們暫時保持冷靜。之後跟隨卡普中將帶領的艦隊和「SWORD」成員前往海賊島蜂巢營救克比。
姓氏取自於王子（Prince），名字取自於天鶴（Grus），全名疑似取自品客（Pringles）。
孔雀（Kujaku）
聲優：井上麻里奈（日本）；詹雅菁（台灣）
年齡：26歲，生日：9月18日，身高：180cm，星座：處女座，血型：X型，出身地：北方藍，喜歡的食物：果汁、西洋甜點
懸賞金額（十字公會）：5億貝里，霸氣：見聞色、武裝色。
海軍本部少將，兼機密特殊部隊「SWORD」隊員，駐紮G-14支部。
阿鶴的孫女。帶著一頂海鷗的圓頂帽，穿著低胸連身裙。
超人系「鞭鞭果實」能力者，成為可以指揮她鞭打的一切的「調教人」。
在短期集中刊頭連載《「流氓」培基的Oh my family》中初登場，世界會議期間隨同王子一同抵達多雷斯羅薩。
未來島篇，跟隨卡普中將帶領的艦隊和「SWORD」成員前往海賊島蜂巢營救克比。
名字取自於孔雀（Kujaku）。
克比（Koby，可比）
聲優（成長前）：土井美加（日本）；王瑞芹→宋克軍→符爽→許淑嬪→劉如蘋→詹雅菁（台灣）
聲優（成長後）：土井美加（日本）；許淑嬪→宋克軍（台灣）
演員：摩根·戴維斯（日本配音：土井美加；台灣配音：賴緯）
年齢：16歲→18歲，生日：5月13日，身高：167公分，星座：金牛座，血型：F型，出身地：東海，喜歡的食物：莉佳做的御握和蒸馬鈴薯，討厭的食物：黑咖啡，興趣：海釣，代表的動物：海豚
懸賞金額（十字公會）：5億貝里，霸氣：見聞色、武裝色。
海軍本部雜務兵→上士（司法島篇～頂上戰爭篇）→上校（新世界篇），兼機密特殊部隊「SWORD」隊員。
粉紅色短髮少年，特徵是籃色粗框眼鏡，性格膽小怯懦，身長矮小。司法島篇再次登場時，經過訓練後，身長變高，臉型較以往清瘦俊朗外，額頭多一條小疤痕，還繫條頭巾，將眼鏡掛在頭上，夢想是成為「海軍將校」。兩年後披著軍袍，頸上的圍巾從藍色換成青綠色，右胸前別著一枚榮譽勳章。
自幼志願要當海軍，但他在兩年前的一天出海釣魚，卻誤闖「鐵棒」亞爾麗塔的海賊船，自此成為亞爾麗塔的航海士兼奴隸。由於其性格當他在亞爾麗塔的船上兩年來都是卑躬屈膝，雖然暗中造了一艘小船作逃走之用，卻一直沒有逃跑的勇氣。某天與躲在木桶中的魯夫相遇，克比與魯夫互吐心聲，在魯夫的豪情壯語鼓動下決定逃走，卻被亞爾麗塔碰過正著，在亞爾麗塔被魯夫打飛後恢復自由。後並陪同魯夫到刑場，探望當時被貝魯梅伯綑綁在木樁上的索隆，在蒙卡事件結束後，魯夫暗中協助克比，不讓他與海賊扯上關係就此和他告別，不久魯夫的爺爺卡普收留他和貝魯梅伯打算訓練他們，同時貝魯梅伯也成為他最好的同伴。
司法島事件結束後，跟随卡普来到水之七島與修养中的魯夫等人見面并切磋，已晉升為上士，並學會六式的「剃」，和貝魯梅伯一起在卡普手下经受训练，並向鲁夫、索隆二人敘舊。在頂點戰爭中，與白鬍子海賊團為首的新世界海賊開戰，與貝魯梅柏目睹時任上將「赤犬」殺害臨陣脫逃士兵的景象，雖然曾以剃衝到魯夫面前並阻擋他，不過馬上被魯夫一拳擊倒，后由於不願見到更多犧牲者而試圖阻止「赤犬」，隨後被「紅髮」傑克所救。大事件結束後，從海軍本部醫療樓的醫生那得知自己在戰鬥中受到刺激而觉醒「見聞色霸氣」。
兩年間晉升為上校，曾在羅引發的「洛基港事件」中保護市民而被視為英雄，在這起事件中因為克比的幫助，使黑鬍子得以擊敗原洛克斯海賊團的舊部王直，並統領海賊島「蜂巢」。
在圓蛋糕島事件後，他帶領一支軍艦小隊解救被海賊綁架的魯魯西亞王國公主柯瑪奈，而且他透過敏銳的見聞色霸氣察覺到藏身於潛水艇的海賊以及朝著多雷斯羅薩王國和普羅丹斯王國艦隊發射的魚雷，便隻身潛入水中迅速攔下魚雷，隨後護衛準備參與世界會議的王族，他從蕾貝卡手中的報紙得知魯夫等人暗殺「BIG MOM」未遂而大幅提升懸賞額的消息。
世界會議後，由于王下七武海制度被廢除，他奉命前往亞馬遜百合討伐波雅·漢考克，期間接到「SWORD」隊長X·多雷古的秘密來電，向多雷古告知當前海军预计不会派增援到和之国，而多雷古則告知他關於海道和夏洛特·莉莉這兩位四皇即將聯手合作的消息。在和之國事件之後，他參與亞馬遜百合的討伐行動，但遭遇變故未果，之後他被黑鬍子海賊團綁架而下落不明。
雲雀（Hibari）
聲優：三上枝織（日本）；連婉鈞（台灣）
年齡：17歲，生日：1月18日，身高：165cm，星座：摩羯座，血型：F型，出身地：北方藍，喜歡的食物：蜂蜜
懸賞金額（十字公會）：2億貝里，霸氣：見聞色、武裝色。
海軍本部中校，兼機密特殊部隊「SWORD」隊員，駐紮G-14支部。
外貌可愛的女性，有著妹妹頭馬尾和耳機，穿著迷彩褲和軍靴。狙擊手，使用貝卡帕庫發明的「火藥鮮花」子彈。
克比的後輩，過去從小至今都背著玩具熊作為附身符，曾經在某個戰場上被克比救，但由於在戰場上弄丟玩具熊，後被克比獨自回戰場奪回，因此很尊敬並很感謝克比，並對玩具熊命名為「克比前輩」。
未來島蛋頭篇，在G-14支部和貝魯梅伯一同向上級格魯斯請求前往海賊島蜂巢拯救被黑鬍子海賊團綁架的克比，後來跟隨卡普中將帶領的艦隊和「SWORD」成員前往海賊島蜂巢營救克比。
名字取自於雲雀（Hibari）。
貝魯梅伯（Helmeppo，希路麦波）
聲優：永野廣一（日本）；陳宗岳→宋克軍→符爽／孫中台（台灣）
演員：艾丹·斯科特（Aidan Scott）（日本配音：永野廣一；台灣配音：張至超）
年齢：20歲→22歲，生日：7月16日，身高：179cm，星座：巨蟹座，血型：S型，出身地：東海「謝爾茲鎮」，喜歡的食物：豪華的牛排和魚子醬。
懸賞金額（十字公會）：1億貝里，霸氣：見聞色、武裝色。
海軍本部雜務兵→中士（司法島篇～頂上戰爭篇）→少校（兩年後），兼機密特殊部隊「SWORD」隊員。
蒙卡的兒子，初登場時留著彎曲的黃色短髮，平時性格高傲，但面對強勢的人時便會退縮。司法島篇再次登場時除身高變化外，頭髮變長紮成馬尾，還配戴一副墨鏡，並使用武器為一對少見的廓爾喀刀。兩年後頭部配戴牛仔帽，穿著海軍的大衣，並使用比以往更大把的廓爾喀刀。
在謝爾茲鎮時，由於索隆為保護小女孩莉佳殺害他的狼犬，因此命人將索隆綁在木樁上並謊稱只要撐過一個月就放了他，但實際上貝魯梅柏打算提前處死他。在蒙卡事件後，魯夫的爺爺卡普收留他和克比回海軍本部，期間成為克比最好的同伴。在司法島事件後，跟隨卡普來到水之七島與魯夫、索隆等人再次見面。在頂點戰爭事件中，與白鬍子海賊團為首的新世界海賊開戰，與克比目睹赤犬殺害臨陣脫逃士兵的景象。
兩年期間晉升為少校，在圓蛋糕島事件後，他跟隨克比帶領的一支軍艦小隊解救被海賊綁架的魯魯西亞王國公主柯瑪奈，隨後護衛準備參與世界會議的王族。
在和之國事件後，他參與亞馬遜百合的討伐行動，但遭遇變故未果，之後他到了G-14支部和同僚雲雀一同向上級格魯斯請求前往海賊島蜂巢拯救被黑鬍子海賊團綁架的克比，後來跟隨卡普中將帶領的艦隊和「SWORD」成員前往海賊島蜂巢營救克比。

### 海軍各部門

#### SSG
全名「海軍特殊科學班（Special Science Group）」。
熾天使（Seraphim）
新型「和平主義者」，SSG的產物。相較於以往系列的和平主義者，同樣擁有「黃猿」的鐳射能力，且其防禦力更為堅固，使其超乎尋常地耐用。
融合KING的明月族血統因子，具有明月族的體質特徵，共通點是有著白色頭髮、褐色皮膚，背後有著黑色翅膀以及燃燒著的火焰。另外，瞳孔呈現星星形狀，在左胸上有著機體編號。身材高大，但外貌採用了王下七武海的幼年模樣。擁有名為「綠血」的物質，作為幫助其成長以及融合惡魔果實能力的媒介，但亦會被含有大海能量的物質克制。海軍似乎打算將新款的和平主義者用於取代被廢除的王下七武海。平時駐紮在未來島「蛋頭」。
名字來源取自于圣经中的炽天使。
S-鷹（S-Eagle）
聲優：新井良平（日本）；孫中台（台灣）
熾天使1號。以喬拉可爾·密佛格為原型的機體，擁有「快斬果實」的複製能力（原能力者為達茲·波涅士）。武器為一把巨劍，和原型一樣會使用高超劍術。
在世界會議後，和漢考克的機體被派來到亞馬遜百合，並毀掉一大半的島嶼，且一度與亂入的黑鬍子起衝突，最終無損而退被送回未來島。
S-熊（S-Bear）
聲優：岡本信彥（日本）；詹雅菁〈第1101集〉→符爽〈第1109集〉（台灣）
熾天使2號。以巴索羅繆·大熊為原型的機體，擁有「肉球果實」的複製能力（原能力者為巴索羅繆·大熊）。
在未來島篇中，CP0的路基等人將大熊的機體送回未來島。
S-蛇（S-Snake）
聲優：三石琴乃（日本）；連婉鈞（台灣）
熾天使3號。以波雅·漢考克為原型的機體，擁有「迷戀果實」的複製能力（原能力者為波雅·漢考克）。和原型一樣擅長運用美貌迷惑敵人且擅長踢技。由於性格也和原型一樣戀上魯夫，因此權限可高於五老星之上。
在世界會議後，和密佛格的機體被派來到亞馬遜百合，與九蛇的女戰士們對戰，最終無損而退被送回未來島。
S-鯊（S-Shark）
聲優：坂本千夏（日本）；符爽（台灣）
熾天使4號。以吉貝爾為原型的機體，擁有「游泳果實」的複製能力（原能力者為粉紅·先生）。和原型一樣會使用魚人空手道。
在未來島篇中，由於貝卡帕庫「想」引導香吉士等人進入某處房間後，使其出手襲擊香吉士等人，後來被貝卡帕庫「正」阻止。
多佛朗明哥型機體
以唐吉訶德·多佛朗明哥為原型的機體。
在世界會議後，由於七武海制度被廢除，加上世界政府加盟國的叛亂，被派往各地平息戰亂。
摩利亞型機體
以月光·摩利亞為原型的機體。
在世界會議後，由於七武海制度被廢除，加上世界政府加盟國的叛亂，被派往各地平息戰亂。
克洛克達爾型機體
以克洛克達爾為原型的機體。
在世界會議後，由於七武海制度被廢除，加上世界政府加盟國的叛亂，被派往各地平息戰亂。

#### 犯罪搜查局
天成（天晴）
聲優：上田燿司（日本）；孫中台（台灣）
海軍犯罪搜查局局長，外號「黑馬」（Kurouma）。外貌是一名白髮墨鏡男子。
形象取自于日本演员小林旭，在电影《无仁义之战》的扮相武田明。

#### 寫真部
火焰小拍拍（Attach）
聲優：增谷康紀→松山鷹志（日本）；孫中台（台灣）
海軍本部寫真部的懸賞單攝影師，後被海軍本部炒魷魚，但幸運地被世界經濟新聞社社長摩甘茲收為自己的部下，他亦持續認真執行拍攝工作，世界會議後被CP成員所扮。

### 海軍離職者
庫山
聲優：子安武人（日本）；符爽→孫中台（台灣）
原海軍本部上將，外號「青雉」，和赤犬爭奪海軍元帥失利後，離開海軍。
哈古瓦爾·D·薩烏羅
聲優：草尾毅（日本）；符爽（台灣）
原海軍本部中將，巨人族，D之一族，在歐哈拉事件被青雉冰封後逃脫，後來率領巨人族打撈歐哈拉的文獻，目前定居在艾爾帕布。
蒙卡（Morgan）
聲優：銀河萬丈（日本）；孫中台／符爽／孟慶府（台灣）
演員：朗利·柯克伍德
年齡：42歲→44歲，生日：4月13日，身高：285公分，星座：牡羊座，血型：XF型，出身地：東海「謝爾茲鎮」，喜歡的食物：高級料理
原海軍153支部上校兼支部長，外號「斧手」，貝魯梅伯的父親。
原為一名心中充滿榮耀的海兵，但因被時為黑貓海賊團部下傑克斯催眠，誤以為自己抓到的人是其船長克洛，藉此被海軍升官，而他的下巴和手是當時被克洛踩斷的。不知道是不是催眠帶來的影響，日後蒙卡成了一個自恃甚高的獨裁者，仗著自己的權勢在謝爾茲鎮橫行霸道、為所欲為。
名字的由來是加勒比海盜亨利·摩根。
唐吉訶德·羅希南特
聲優：山寺宏一（日本）；符爽（台灣）
海軍本部中校，多佛朗明哥的弟弟，但效忠於海軍，13年前臥底於唐吉訶德海賊團事敗被殺害殉職。
貝爾梅爾
聲優：日高範子（日本）；詹雅菁（台灣）
原海軍將校（階級不明），但能穿上屬於校、尉級的披肩，養育當時成為戰災孤兒的娜美和虹子而退役，最後保護娜美而離開海軍。
迪耶斯·巴雷爾茲
聲優：江川央生（日本）；孫中台（台灣）
原海軍將校（階級不明），後來叛逃成為海賊，多雷古的父親，13年前被多佛朗明哥殺害。
達迪·馬斯達森
聲優：古谷徹（日本）；孫中台（台灣）
動畫版原創角色。原海軍少尉，與斯摩格是同期海兵。身為海軍第一狙擊手，本有機會晉升，但他最終為了獨生女而退出，現為羅格鎮的賞金獵人。
嘉斯帕德
聲優：石田太郎（日本）；孫中台（台灣）
電影版原創角色。原海軍本部將校（階級不明），搶走隊上的軍艦叛逃海外，是個被稱為「海軍最大汙點」的卑劣漢。
捷風
聲優：大塚芳忠（日本）；曹冀魯、孫中台〈Z的野心篇〉（台灣）
電影版原創角色。原海軍本部上將，與卡普、戰國和阿鶴為同期海兵，曾擔任海軍新兵指導員，現今海軍勢力中的優秀人才皆為他所培育，但在他不信任海軍後創立「新海軍」。
艾茵
聲優：篠原涼子、香川照之（日本）；劉如蘋、詹雅菁〈Z的野心篇〉（台灣）
電影版原創角色。原海軍本部將校，為捷風擔任海軍上將時期訓練的新人海兵，捷風被能力者襲擊事件的兩位倖存者之一，後協助捷風建立「新海軍」，為Z的左右手。
賓茲
聲優：香川照之（日本）；孟慶府（台灣）
電影版原創角色。原海軍本部將校，為捷風擔任海軍上將時期訓練的新人海兵，捷風被能力者襲擊事件的兩位倖存者之一，後協助捷風建立「新海軍」，為Z的左右手。
修藏
聲優：廣田行生（日本）；宋克軍（台灣）
動畫版原創角色。原海軍本部淮將，其性格張狂自負，擅長六式和武裝色霸氣。曾與艾茵交手落敗，而被「新海軍」派往外地擔任游擊隊長。

### 海軍相關者
凱薩·克勞恩
聲優：中尾隆聖（日本）；孫中台（台灣）；黃啟明（香港）
原海軍科學班成員，Dr.貝卡帕庫的原同僚。
艾力克（Eric）
聲優：中尾隆聖（日本）；符爽（台灣）
「千年龍傳說篇」動畫原創角色。外號「旋風」艾力克。
超人系「鐮刀果實」能力者。鐮刀人，能夠運用指甲揮出高壓氣流進行斬撃。
海軍第8支部提督尼爾森僱請的打手，想得到並獨佔傳說中能讓人長生不老的「龍骨」。

## 備註
1. ↑  東立出版社翻譯「一笑」，後來劇中其所屬軍艦的帆上漢字為「一生」。
2. ↑  東立譯名為「扭曲果實」。
3. 1 2  《ONE PIECE》漫畫第107卷SBS詢問專欄。
4. ↑  東立譯名為「鞭苔果實」。
5. ↑  漫画第956话，在和之國篇其間連載時曾註記少將，單行本更正回上校。